# カリーノグループ

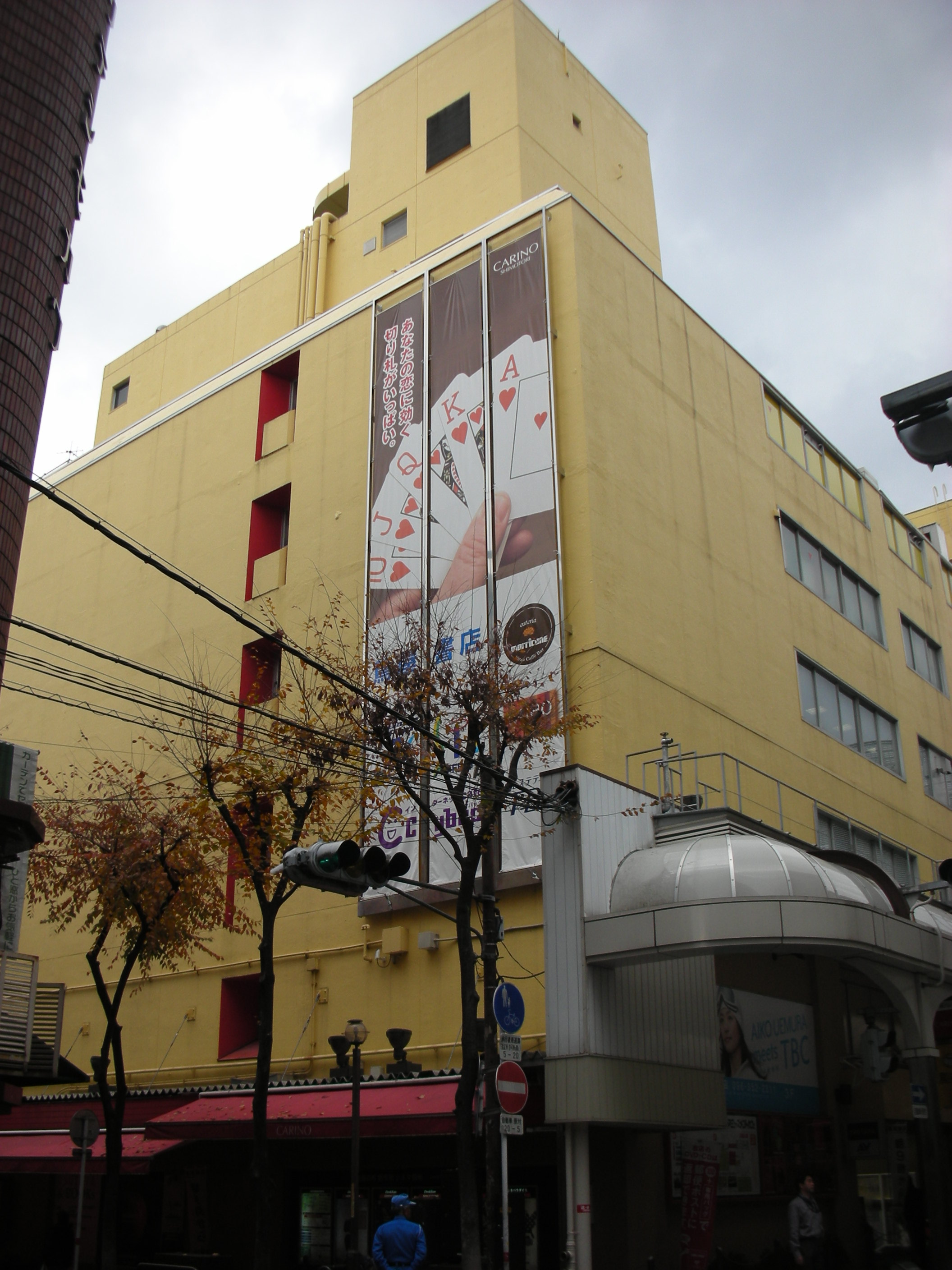
カリーノ下通

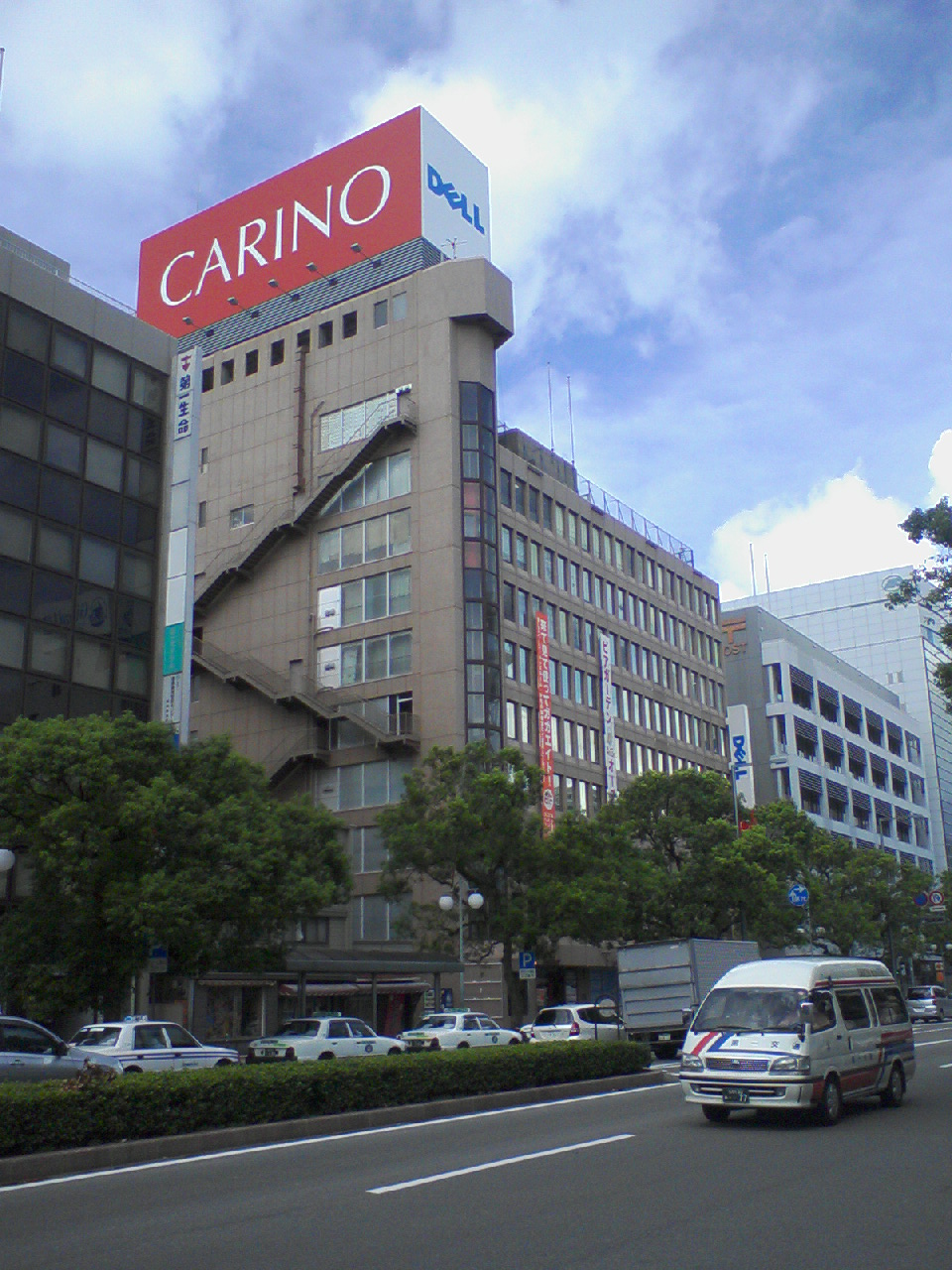
カリーノ宮崎
デル宮崎カスタマーセンターが入居している。

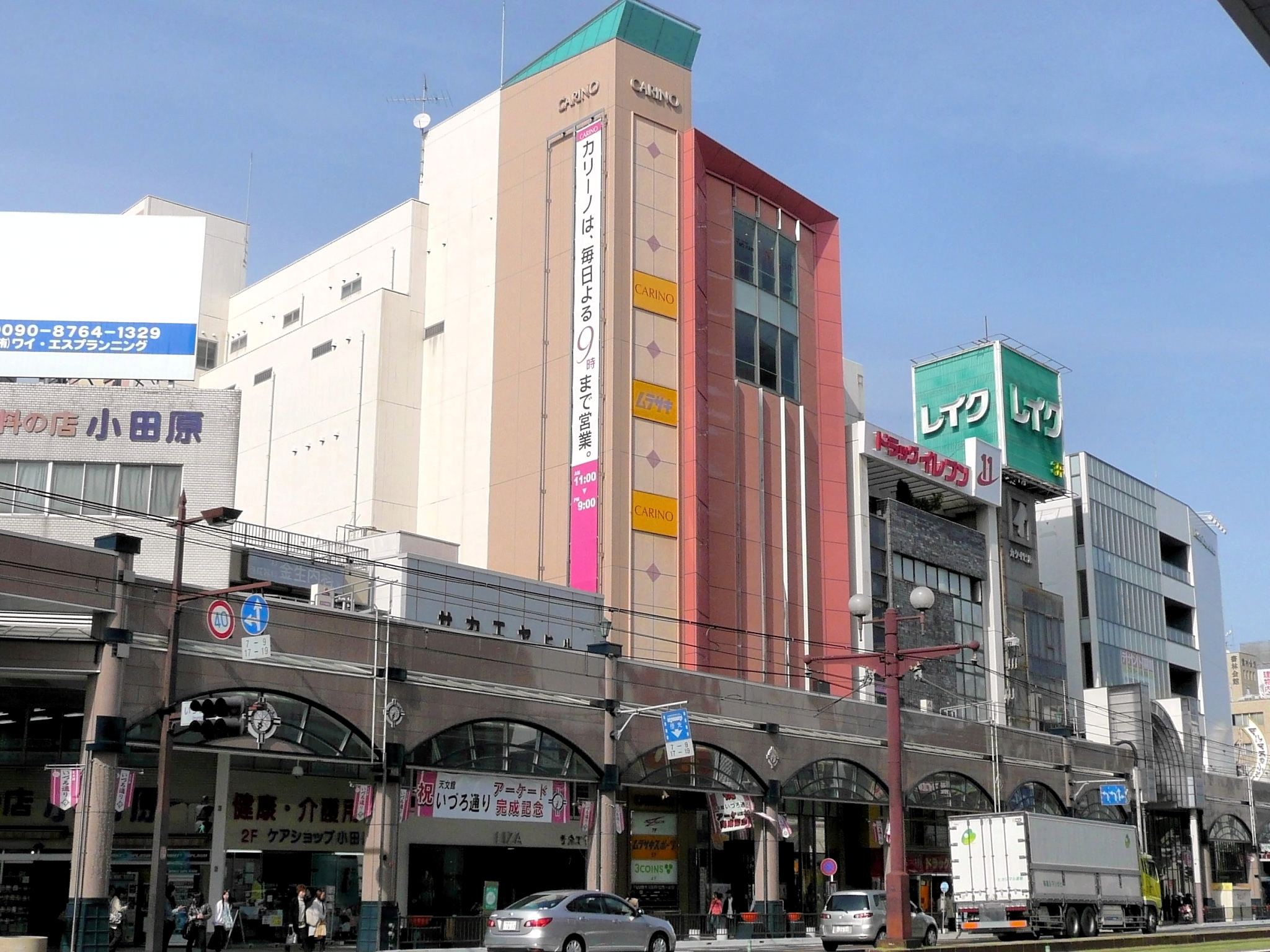
カリーノ天文館
寿屋時代からカリーノである唯一の店舗。

カリーノグループ（英称:CARINO GROUP）は、熊本県熊本市中央区に本拠地を置く不動産会社グループである。前身はかつての九州地区最大手スーパーマーケットチェーンの中核企業、株式会社「寿屋」（ことぶきや）である。

## 概要
持株会社の株式会社カリーノホールディングスの他、以下の企業でグループを構成している。
- 株式会社カリーノ（不動産賃貸事業）

3代目。1991年（平成3年）9月11日に「株式会社アスト」として設立され、2015年（平成27年）6月1日に「株式会社カリーノ」（3代）に商号変更。
- 株式会社カリーノリアルエステート（不動産賃貸事業）
- 株式会社カリーノ企画（商業施設のプロパティマネジメント事業[8]）

2代目。 2012年（平成24年）1月11日に「株式会社カリーノ」（2代）として設立、2015年（平成27年）6月1日に「株式会社カリーノ企画」へ商号変更。
- 株式会社カリーノマネジメント（アセットマネジメント事業）
- 株式会社カリーノファシリティーズ（ビルメンテナンス事業・ コインランドリー事業）

2002年（平成14年）8月に「株式会社アイテクノ・サービス」として設立され、2012年（平成24年）5月にカリーノグループ入り。翌年の2013年（平成25年）1月21日に「カリーノ企画」（初代）と合併し、「株式会社カリーノファシリティーズ」に商号変更。
- 株式会社石原電設（電気設備事業）
- 株式会社カリーノクリエイト（広告）
- 株式会社カリーノビジネスサポート（FC事業：シャトレーゼ、ミスター・バーク）
- 株式会社B.capital（持株会社・不動産賃貸業）
- 株式会社カリーノフードサービス（居酒屋事業）
- 株式会社キングミート販売（精肉小売事業）
- 株式会社プレネットシステムズ（IT事業）
- 株式会社エーブル（物流事業）
- 株式会社BILLION（アパレル事業）

## 沿革

### 株式会社カリーノ（初代）
- 2003年（平成15年） 2月5日 - 株式会社寿屋（登記：株式会社壽屋）から株式会社カリーノに商号変更[12]。
- 2008年（平成20年）3月 - 旧寿屋従業員への弁済終了、「寿屋労働組合」が解散。
- 2011年（平成23年）11月 - 株式会社KTBに商号変更[12]。
- 2013年（平成25年）8月 - 株主総会の決議により解散[12]。
- 2013年（平成25年）12月2日 - 特別清算開始[12]。
- 2014年（平成26年）9月11日 - 特別清算終結、登記閉鎖[12]。

### 株式会社カリーノホールディングス、株式会社カリーノ（2代、3代）
- 2012年（平成24年）1月11日 - 株式会社カリーノ（2代）設立[9]。
- 2012年（平成24年）10月17日 - 株式会社CHC（2005年（平成17年）12月16日設立）が株式会社カリーノホールディングスに商号変更[1]。
- 2015年（平成27年）6月1日 - 株式会社カリーノ（2代）が株式会社カリーノ企画に商号変更[9]。株式会社アスト（1991年（平成3年）9月11日設立）が株式会社カリーノ（3代）に商号変更[2]。

### 事業の沿革
- 2003年（平成15年）
  - 3月14日 - 「宮崎寿屋百貨店」を「カリーノ宮崎」として再開店。
  - 10月1日 - 「ラララカード」に変わり「カリーノカード」の発行を開始。
- 2004年（平成16年）12月4日 - 「カリーノ下通」リニューアルオープン。
- 2005年（平成17年）12月 - 空き店舗となっていた旧本店の佐伯寿屋百貨店が解体、跡地は佐伯市に売却された。
- 2006年（平成18年）
  - 6階建ての大型店であった寿屋田川店を解体。
  - 12月12日 - カリーノが長年空きビルになっていた旧都城寿屋百貨店（都城市）の土地と建物をビィーティーヴィーケーブルテレビ（現・BTV）に売却。今後改装をすすめ、2007年4月10日にはBTV本社が移転、街頭ビジョンも設置され、IT関連企業やコールセンター、地元ラジオ局などが入居する「都城IT産業ビル」となった。都城店は都城大浦大丸百貨店（2011年1月3日で閉店）向かいの商店街に位置しており、2003年に「カリーノ都城」として再開店する計画があると新聞報道されるも、その後は駐車場問題などから頓挫していた。
- 2007年（平成19年）
  - 行橋駅前の旧行橋寿屋百貨店・寿屋キッド行橋店を解体。
  - 10月22日 - 「カリーノ宮崎」リニューアルオープン。
  - 10月31日 - 「筑紫野東急」跡をカリーノ企画が運営する「筑紫野ベレッサ」として開業。
- 2008年（平成20年）
  - 5月 - カリーノが老朽化し2008年4月から全床空きビルになっていた旧オークス稙田寿屋ショッピングセンター（大分市）を大規模改装すると発表。
    - カリーノが佐伯市に売却した旧佐伯寿屋百貨店跡地の広場で、地元商店街主催の「第一回佐伯城下こだわり市」を開催。今後も毎月第3日曜日に佐伯店跡地で開催される。

  - 7月 - カリーノが宇土シティの土地・建物を玄海キャピタルマネジメントが運営するファンドに売却。運営はこれまで通りカリーノと宇土シティプラザ、イオン九州が継続。
    - うきは市が旧寿屋吉井店跡地に白壁交流広場をオープンさせる。

  - 9月27日 - 民事再生法適用後初となる新店舗「カリーノ下通セカンド」を開業。
- 2009年（平成21年）4月 - 空きビルとなっていたオークス稙田寿屋ショッピングセンター（大分市）を改装し、トライアルカンパニーと約10の専門店が賃借する形でショッピングセンターとして営業再開。
- 2010年（平成22年）
  - 7月23日 - イオン九州が同社へ引継いだ店舗であるジャスコ宇土店・玉名店を不採算であることを理由として、2011年1月30日（宇土店）と2月20日（玉名店）に閉店することを明らかにした[13]。
  - 10月 - 2005年の石原商事系商業施設の閉鎖以来空きビル状態にされていたAXIS中津寿屋のくらし館・イベント館が解体され、2012年中にファッション館も解体された。現存する大型空き店舗は牛深店などごく少数となる。
- 2021年（令和3年）3月25日 - 2020年（令和2年）2月29日に閉店したイオン菊陽店（旧・サンリー菊陽寿屋）跡を全面改装し、「サンリー カリーノ菊陽」を開業[14]。

## 所有・運営不動産
所有物件数は120物件である。旧寿屋店舗80店を賃貸物件として運営している。
- カリーノ下通（熊本県熊本市中央区） - 旧・with下通寿屋。カリーノ本社も当ビルに置かれている。寿屋が初期に建設した百貨店形態の自社ビル。
- カリーノ下通セカンド（熊本県熊本市中央区） - 2008年9月27日開業。ファッションビル。
- カリーノ宮崎（宮崎県宮崎市） - 旧・宮崎寿屋百貨店。寿屋が初期に建設した百貨店形態の自社ビル。
- カリーノ天文館（鹿児島県鹿児島市） - 旧・ぶーけ天文館の建替え。1998年11月開業。2016年12月1日より休業、2017年春に営業再開[16]。
- スーパーキッド楠店（熊本県熊本市北区） - 旧・寿屋楠店。現在はスーパーキッドなどが入居。「カリーノ楠」という名称は駐車場案内板などのみでしか使われていない。
- カリーノ玉名（熊本県玉名市）- 旧・玉名寿屋・ジャスコ玉名店。現在はダイレックスなどが入居。「カリーノ玉名」という名称は専門店等で使われている。
- サンリーカリーノ菊陽（熊本県菊池郡菊陽町） - 旧・菊陽寿屋（サンリー菊陽店）・イオン菊陽店。約1年1ヶ月の改装を経て、2021年3月25日に開業。核店舗はイズミのグループ会社であるゆめマート熊本が運営するゆめマート菊陽[17]となり、サンドラッグ等が入居する。秋には2ndオープンとして、大型テナントなどの開業が予定されている。

過去の物件
- 筑紫野ベレッサ（福岡県筑紫野市）- カリーノ企画の運営。旧・筑紫野東急ショッピングセンター。2007年10月開業、カリーノ運営時代の核テナントはサンリブとナフコ。カリーノの運営を離脱したのちに核店舗はルミエールに。

## 寿屋時代について

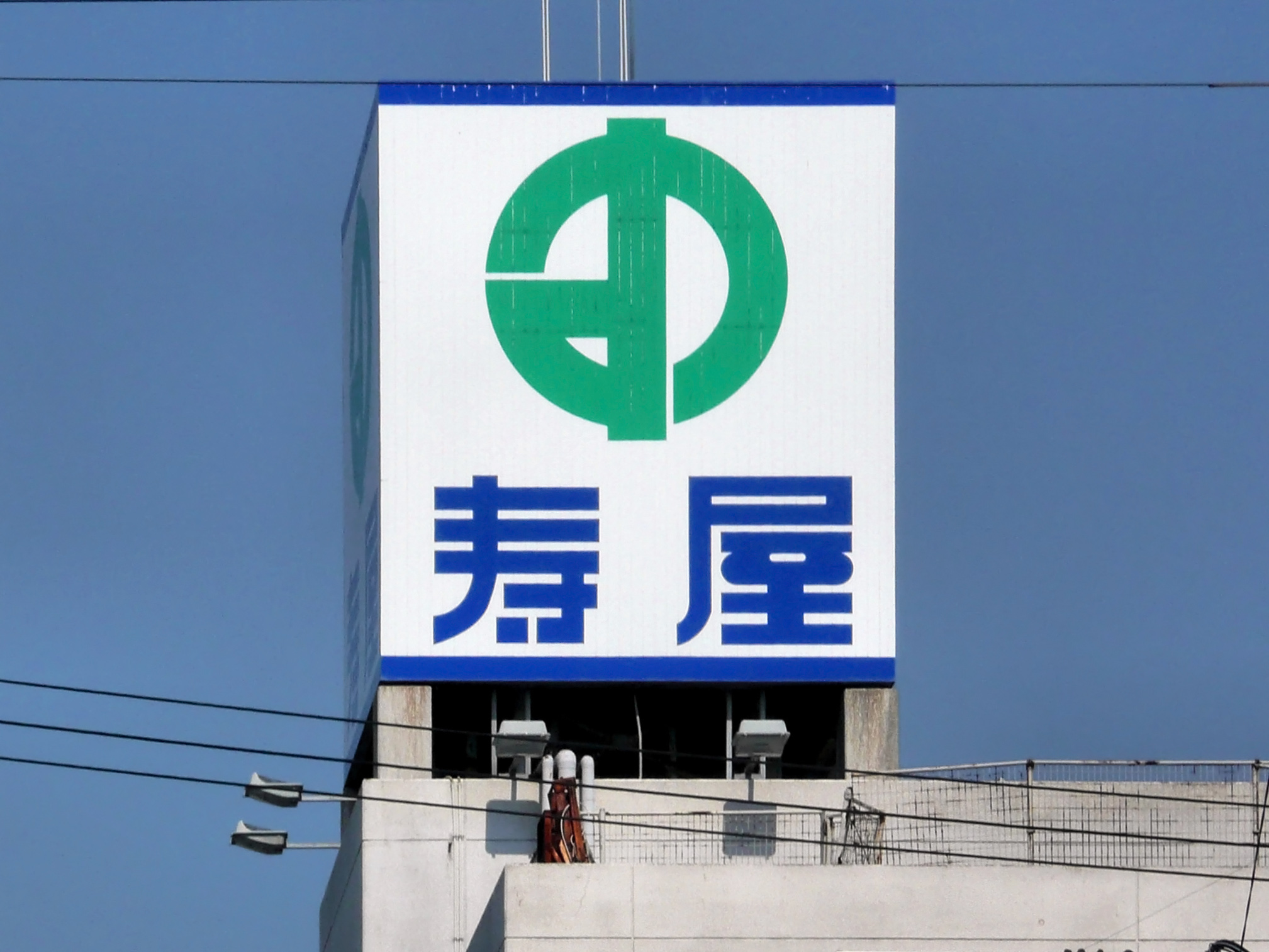
寿屋社章

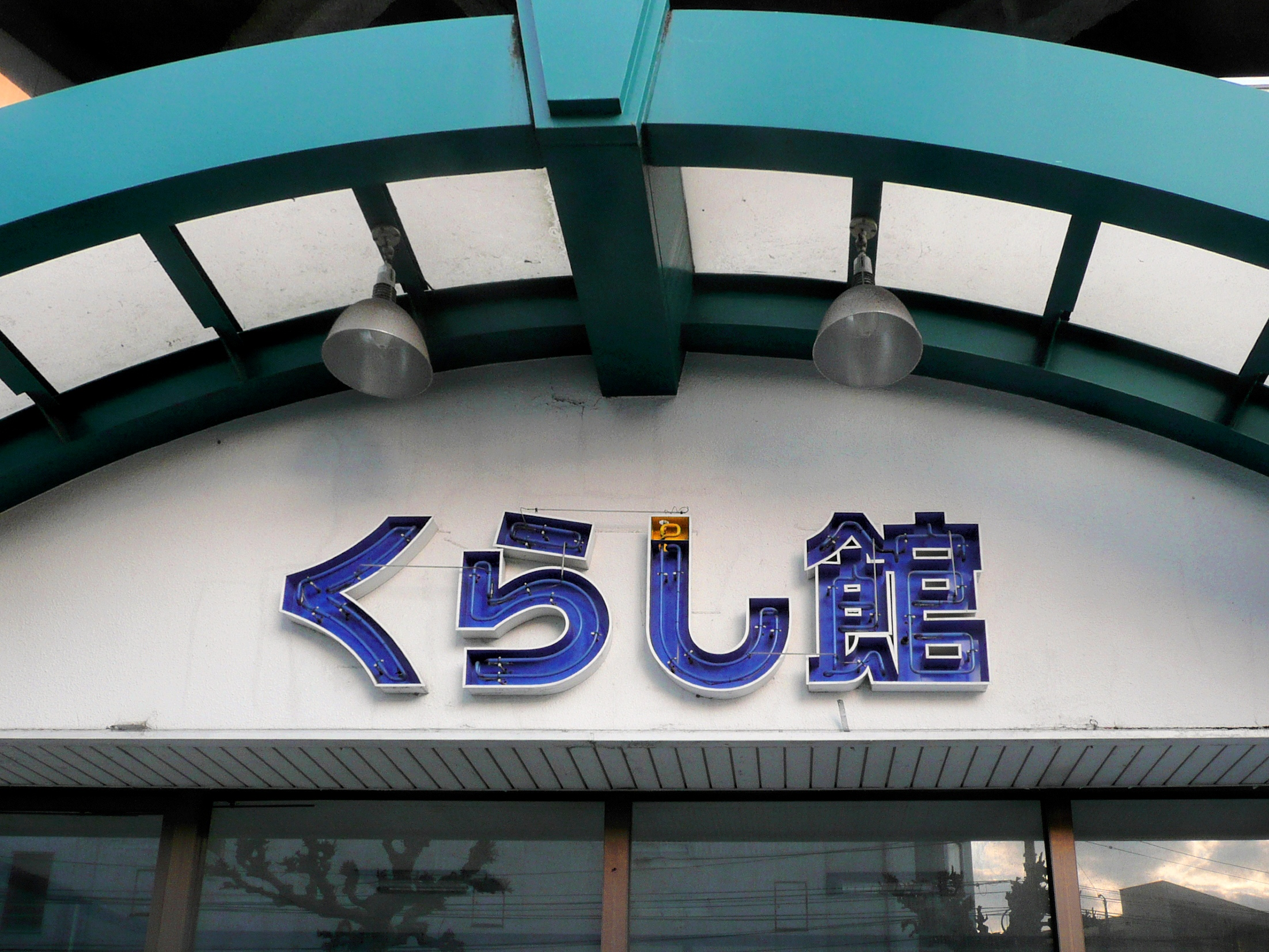
「寿屋くらし館」店舗の屋号看板。

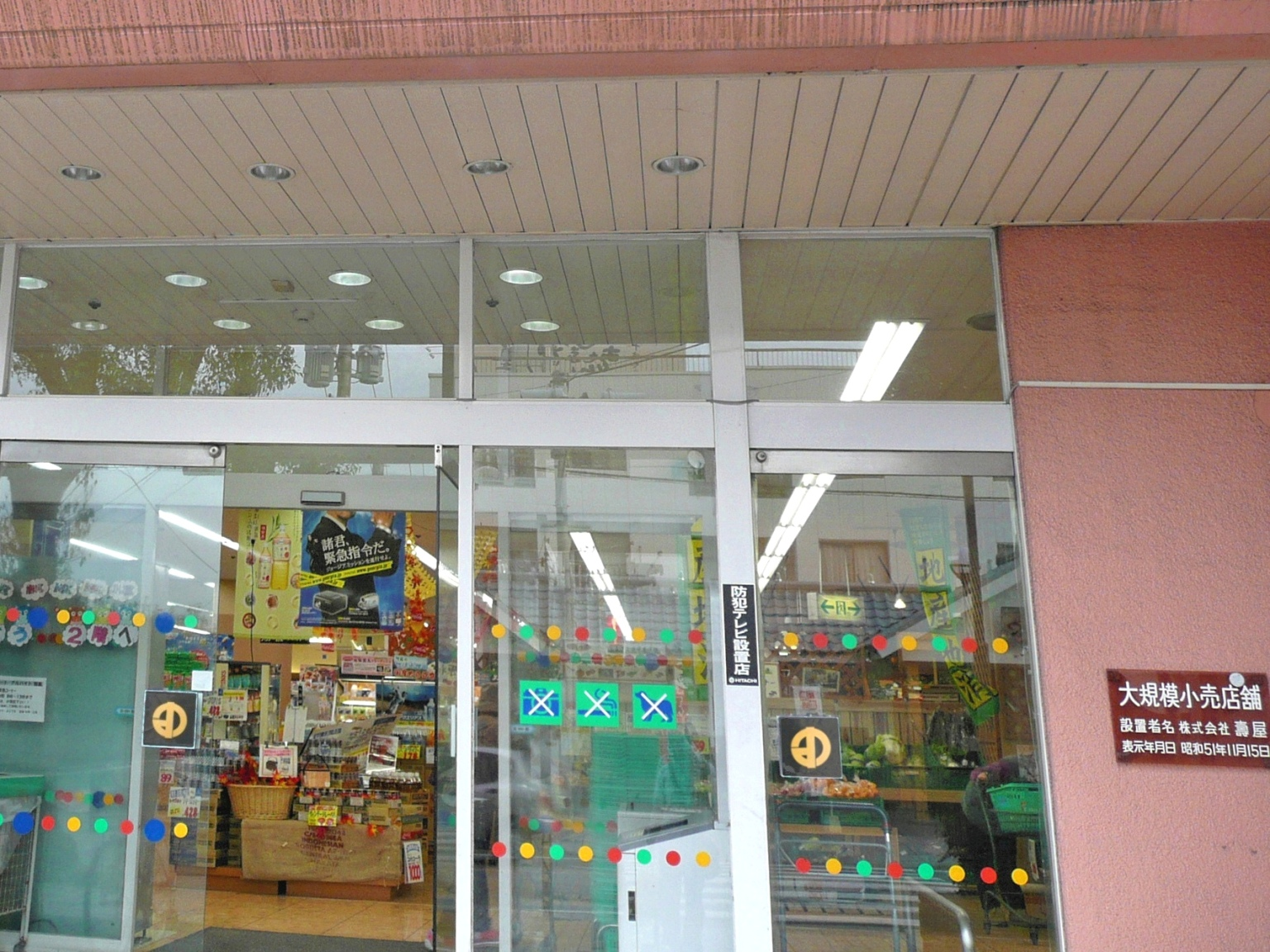
末期には多くの店舗においてラララカラーを用いた改装が実施された。（寿屋楠店）

### 概要
寿崎スエ子が大分県佐伯市大手町に開業した化粧品店を発祥とする。税務署を退官して家業を継いだ息子の寿崎肇が跡を継ぎ法人化すると、次第に衣料品や日用品・食品などと品揃えを増やし、九州を代表する総合スーパーマーケットチェーンへと成長した。
出店地域は創業地である大分や、その後本社を移転した熊本を初めとする中・南九州が中心であったが、1970年代後半に入ると福岡県など北部九州への出店を加速する。この頃は同じく九州を地盤とするユニードとライバル関係にあり、ユニードがダイエーグループ入りしたときには対抗心を露わにして『合併おめでとうセール』を開催している。ユニードとの間には、本州勢の九州進出へ対抗すべく合併話もあったと言われるが、実現には至らなかった。また、ベスト電器とも家電関連において統合や提携を模索していたが、こちらも実現には至っていない。1980年代前半に入るとこの出店攻勢が裏目に出て、1982年（昭和57年）には不採算店の大量閉鎖に追い込まれている。同年には専務が逮捕された。
その後、バブル期に乗じて再び出店を加速。この頃に急成長を遂げ、最盛期には130店舗余を抱える九州を代表する小売グループとなった。その勢いを駆って九州外へも進出、「中国寿屋」を設立して山口県への出店を果たした。
しかし、バブル崩壊とともに売上が減少、新規出店に伴って増加していた借入金が経営を圧迫することとなる。1992年（平成4年）には早くもメインバンクである西日本銀行（現在の西日本シティ銀行）から社長を迎え、創業者一族は経営から締め出される結果となったが、この時の会社と創業家との確執は地元マスコミを賑わせることとなった。
銀行に経営が移った後も迷走は続く。福岡地区の旗艦店であったエレデ博多寿屋（呉服町）はテナント料値上げに耐えかね閉店を余儀なくされたが、博多での店舗維持にこだわった経営陣は、これに代わる大型店として、建設協力金等を含めた数十億円を投じ2001年（平成13年）4月28日にエレデ博多寿屋空港店として再出店する。この新店舗は博多の名を冠するものの、呉服町の旧店舗のような都心の回遊性が見込めない郊外型の立地であり、郊外型店舗としても既存の競合店に比べて規模や内容があまりにも貧弱であったことから、開店当初に予定していた売上の半分にも満たないほどの不振を極め、数ヵ月後に迫った経営破綻にも少なからず影響を与えた。
最末期には過半数の店舗が赤字に陥っていたとされる低落傾向は最後まで歯止めがかからず、2001年（平成13年）秋には同業のサンリブ（北九州市に本社を置く中堅スーパー）傘下に入るべく交渉したが、サンリブ側の交渉撤退によって協業は不調に終わり、この提携を前提とした債権放棄の道も閉ざされた。西日本銀行からの資金支援も打ち切られ、完全に資金繰りが行き詰まった同社はついに、2001年（平成13年）12月19日に熊本地裁へ民事再生手続の開始を申請した。
| 社名       | 株式会社寿屋 Kotobukiya Co.,ltd.       |
| ---------- | -------------------------------------- |
| 本社所在地 | 〒860-0811 熊本県熊本市本荘3丁目3番3号 |
| 代表者     | 須藤和徳（代表取締役社長）             |
| 事業内容   | スーパーマーケットの経営               |
| 資本金     | 68億1,708万6,900円                     |
| 売上高     | 2,416億3,000万円（2001年2月期）        |
| 従業員数   | 正社員：2,350名 パート社員：6,529名    |
| 決算期     | 毎年2月末日                            |
| 主要株主   | ラララカード、西日本銀行               |

寿屋は不採算店舗が多くを占めていたため、マイカルのように会社全体へのスポンサーを得ることができず、再建は難航した。全店舗の一括譲渡を模索したが、スポンサー選定の遅れがそのまま取引先の信用不安を招き、商品調達力が著しく低下、各店舗の売場では目に見えて欠品が生じはじめた。このため、傘下スーパー全店舗の一時休業、従業員全員の解雇によって支出をカットし、引き続き支援企業を探したが、最終的に店舗ごとの個別譲渡へ方針を転換せざるを得なくなった。このような経緯から、営業再開は個別に譲渡先が決定した店舗から順に行われ、再開までに数ヶ月を要したほか、一時休業からそのまま閉店に追い込まれた店舗も少なくない。
譲渡先のうち、41店舗と最も多くの店舗を引き受けたイオンは、食品スーパーの受け皿となる新会社「マックスバリュ九州」を設立し、くらし館の屋号をそのままに35店舗の営業を再開させた。また、九州地区にGMSを展開していた系列の九州ジャスコ（現在のイオン九州）で寿屋5店舗を受け継ぎ、店名をジャスコと改め営業を再開させた。このときの営業権の評価額の解釈を巡って同社との間で訴訟にまで発展したが、その後、両社は和解に至っている。継承後、マックスバリュ九州は改装や移転などのタイミングでマックスバリュ・マックスバリュ エクスプレス・ザ・ビッグ エクスプレスに屋号変更しており、くらし館の屋号のままで営業している店舗は少なくなってきている。また、2014年（平成26年）9月にイオングループの一員となったレッドキャベツの店舗を2020年（令和2年）3月に引き継ぎ、マックスバリュ エクスプレスへ屋号変更した店舗もある。イオン九州はジャスコ3店舗が後に閉店となったが、残った菊陽店（2020年（令和2年）2月29日閉店）と時津店はイオングループ内のGMS改革により2011年（平成23年）3月に店舗ブランドがイオンに変更し、マックスバリュ九州のくらし館から別の屋号に再変更した店舗の一部を居抜き出店して新業態のワイドマート ドラッグ&フードとして開業している。なお、マックスバリュ九州は2020年（令和2年）9月1日付でイオン九州へ吸収合併されている。
イオン以外に譲渡された寿屋店舗もすべて譲渡先の名を冠する店舗となったため、寿屋の屋号は消滅した。
自社での店舗運営を断念した寿屋は、保有する店舗物件を他社へ賃貸しその収益を10年に分割して弁済金にあてる再建計画を認められ、小売業から不動産賃貸業へ転換した。この再建計画は、同社の出店が店舗の自社保有を中心に行われていたことを物語っており、現在主流の建て貸し（土地所有者が店舗を建設し、出店者がそれを一定期間賃借する）でリスク分散を図る小売業界の中にあって、保有資産の処分すら難しい現状を如実に示している。
同社はこのほか、旧寿屋店舗のうち2店舗（旧下通寿屋、旧宮崎寿屋）をテナントビル「カリーノ」に改装し、その運営も行っている。カリーノはもともと旧子会社のぶーけが鹿児島市天文館で運営していたもので、天文館も含め3店舗を運営するカリーノ事業を経営の中心に据えたことに伴い、商号も寿屋から2003年（平成25年）に現商号であるカリーノに改めた。
カリーノは当初10年間かけた弁済を予定していたが、地価下落等に伴い遅れが生じており計画より1年遅れた2013年（平成25年）8月20日に会社解散の決議、同年9月に特別清算を申請した。なお、不動産事業は関連会社のカリーノファシリティーズに譲渡され現在でも継続されている。

### 寿屋の沿革
- 1947年（昭和22年）10月 - 大分県佐伯市で創業（佐伯本店開店）。当初は平屋。
- 1957年（昭和31年）12月 - 法人化。
- 1968年（昭和43年）5月 - 本社を熊本県熊本市に移転。下通寿屋百貨店（寿屋下通店）開店。
- 1973年（昭和48年）
  - 10月 - 福岡証券取引所上場。
  - 10月22日 - 宮崎店が移転、当時としては最大規模の店舗「宮崎寿屋百貨店」として再開店。
- 1976年（昭和51年）8月 - 大阪証券取引所（現物株は現在の東京証券取引所）上場。
- 1992年（平成4年）5月 - 西日本銀行より社長を迎える。
- 1994年（平成6年）
  - 10月 - 株式会社コトブキヤ・コンビニエンスシステムズ（KCV）設立。
  - 11月 - エブリワン1号店（須屋店）を開店。
  - 12月 - くらし館1号店（霧島店）を開店（現在のマックスバリュ九州のMV霧島店）。
- 1995年（平成7年）
  - 9月 - 熊本県嘉島町に最大規模の店舗「嘉島寿屋」の建設を発表（後に「嘉島ランブラス」と命名、現・イオンモール熊本）。
  - 11月 - グループ名称をラララグループとする。
  - 11月10日 - 「宇土シティ寿屋」開店。当時は寿屋最大規模の店舗（現・ゆめマート宇土）。
- 1996年（平成8年）
  - 3月20日 - 「寿屋サンパークあじす店」開店（現・サンリブ阿知須）。
  - 6月 - 佐伯市に売場面積30,000 m2の新店舗建設を発表（後に18,000 m2に削減）。
- 1997年（平成9年）
  - ラララカードのサービス開始。
  - 「寿屋駅川店」を全面リニューアル。
  - 4月 - 子会社の筑後寿屋（旧・オオツカデパート）が寿屋久留米マルエ店を開店。久留米市初出店（現在は解体、マンションに）。
  - 10月7日 - 「寿屋ジョイフルタウン鳥栖店」開店（現・サンリブ鳥栖）。宇土店をしのぐ寿屋最大規模の店舗となる。
- 1998年（平成10年）
  - 9月 - 「三重寿屋」（新店舗）開店。
  - 10月 - 「くらし館」運営会社を「寿屋」と合併（「ハロー」が経営する店舗を除く）。
  - 11月1日 - 「えじまや」と「ハロー」が合併、新生「ハロー」誕生。大型店は順次「アーガス」への改装を発表。
  - 11月 - 「ぶーけ天文館」リニューアル、「カリーノ天文館」開店。
- 1999年（平成11年）
  - 「串木野寿屋」（新店舗）開店（現・ニシムタ串木野店（食鮮館））。
  - 10月1日 - 「宮之城寿屋」開店（現・プラッセだいわ宮之城店）。
- 2000年（平成12年）
  - ラララカード会員200万人突破。
  - 2000年頃 - 植木店、益城店、新外店、楠店、御船店、松橋店、鏡店などを全面改装。店舗をラララカラーに変更、食品売場をくらし館仕様に。
  - 6月20日 - KCV（エブリワン）がココストアと業務提携。
  - 7月 - ラララグループ共同ウェブサイト開設（2004年閉鎖）。
  - 11月1日 - 大規模物流センター「寿屋中地区ドライセンター」稼働開始。
  - 11月3日 - 「時津寿屋」（新店舗）開店（現・イオン時津店）。
- 2001年（平成13年）
  - 4月20日 - 「宮崎寿屋百貨店」大規模リニューアル、バリアフリー化。
  - 4月28日 - 「エレデ博多寿屋空港店」開店。「寿屋」としては最後の新店舗となる。
  - 5月 - 「with下通寿屋」、全面改装し開店。
  - 8月1日 - 「ラララJ（ジュニア）カード」の発行開始。中高生向け、30万枚の発行を見込む。
  - 8月 - 営業・販売方針見直し。一部店舗で深夜営業の開始、EDLPへの取り組みも開始。『「きょうの特売」から「毎日がお買い得」へ』。
  - 9月27日 - サンリブと業務提携交渉開始を発表。
  - 10月25日 - 「くらし館」と「スーパーキッド」を併設した新業態店舗を初出店。（現・くらし館国府店・キッド国府店）
  - 11月 - 「パオ西都店」全面改装し開店。
  - 12月7日 - 寿屋大牟田店の新設を申請。最後の店舗新設申請。
  - 12月18日 - サンリブとの提携交渉、不調に終わる。
  - 12月19日 - グループ傘下12社とともに熊本地方裁判所に対し民事再生手続き開始を申立て。
- 2002年（平成14年）
  - 1月8日 - 1次再建計画により一部店舗の閉鎖を発表。
  - 1月26日 - 1月末での一時休業を発表。
  - 2月1日 - 寿屋・くらし館の全店を一時休業（事実上の小売業廃業）。
  - 2月8日 - 全従業員を解雇。
  - 12月4日 - 資本金の減増資を実施し、不動産管理店舗営業企画業へ転換。
  - 12月14日 - 「with下通寿屋」を「カリーノ下通」として再開店。

### ラララグループの店舗ブランド

#### 小売事業
- 寿屋（メインブランド、GMS・衣料スーパー・食品スーパーが存在した）
- 寿屋百貨店（百貨店業態）
- エレデ博多寿屋（「エレガンスデパート」の略・呉服町と福岡空港の店舗で使用）
- AXIS○○寿屋（インポートショップであるAXIS導入店舗）
- おしゃれの店（創業店舗のみ）
- コトブキストアー・ブキストアー（初期のスーパーマーケット業態、後述するブキとは別業態）
- Kコンビ（小型店舗）
- デンキの寿屋（家電販売店）
- 寿屋ハウジング（住居関連の販売店）
- くらし館（スーパーマーケット・自社およびえじまや（後のハロー）が展開）
- ハロー（スーパーマーケット・独立系であったが寿屋が買収しえじまやと統合された）
- アーガス（スーパーマーケット・ハローが寿屋傘下になる前から展開　店名は佐賀（SAGA）を逆さにもじって（AGAS）付けられたとされている。）
- えじまや[注釈 1]（スーパーマーケット・独立系であったが寿屋が買収しハローと統合された）寿屋が一時休業したあとも営業を継続したが現在はすべて閉店している（マックスバリュへの転換店舗は除く）。
- ブキ（ディスカウントストア）
- キッド（ディスカウントストア）
- エブリワン（コンビニエンスストア）
- 博商（食品スーパー）

#### 専門店
- おしゃれの店
- ザ・カメラマン（カメラ）
- AXIS（インポートショップ）
- レゾン（インポートショップ）
- ぶうけ・ぶーけ（衣料品店）
- グルッペ（ファミリーレストラン）

### 寿屋の店内ソング
- 寿屋の店内では、「いらっしゃいませ　こんにちは!」というフレーズで始まる『寿屋愛唱歌 あなたの街の寿屋』という店内ソングが流れていた。また、えじまやなど系列店舗でもこの曲のインストゥルメンタル版が流れていた。
  - 作詞：日高泰夫、作曲：小林亜星、編曲：筒井広志、歌：槇みちる
- 『寿屋愛唱歌 あなたの街の寿屋』の他に「天に太陽（一番）、地に花（二番）、人に愛（三番）」の歌い出しで始まる『寿屋社歌』があり、この歌い出しが広告などに記載されていることもあった。
  - 作詞：阿蘇谷隆、作曲：小林亜星
    - なお、この社歌の歌詞が「ランド・ライフ・ラブ LaLaLa group」というグループ名の元の1つとなった。

### 労働組合
寿屋の労働組合として「寿屋労働組合」がある。
2008年3月、元従業員に対して有していた労働債務（国が立替払いしたものを除く）について、最後の支払いが行われ、元従業員に対する弁済が終了した。
2008年5月、元組合員およびパート社員会の元会員（いずれも解雇時に在籍した者に限る）に対し、株式会社ハーモニック（新潟県三条市）発行の3万円相当（パート社員会会員は1万円相当）のカタログギフトが、過去に積み立てられた組合費の残金精算に代わって配られた。

## かつて運営していた店舗
- 西風市場サンパークあじす店（山口県山口市） - 食品スーパー。かつては寿屋も出店していたサンパークあじす内。宇部市を中心に展開していた、ママポート撤退後に出店していた。現在は、JA山口県の運営するJA新鮮館などで構成する「あじ横丁」となっている。
- 西風市場若松店（山口県宇部市）かつて、ママポートの運営していた、「スーパーダイイチ」の後継として営業。後に、「百菜屋若松店」を経て、現在は「丸喜小松原通り店」。
- 西風市場上宇部店（山口県宇部市）中国寿屋上宇部店の後継として営業。後に、「百菜屋上宇部店」を経て、現在は「ウォンツ上宇部店」。

## 旧「寿屋」の店舗
- 特記以外は2002年（平成14年）閉鎖時の店舗。
- カリーノに転換した店舗は除く

### 福岡県

#### 寿屋
- 寿屋月隈店[注釈 2]（福岡市博多区） - 1976年11月26日開店、レッドキャベツ巌流市場月隈店へ転用。同店の閉店後は、さらにミスターマックス食品館月隈店を経て、マンガ倉庫へ転用。
- 新宮寿屋（新宮町） -1977年11月2日開店 、ハローデイ新宮店に転用。
- 寿屋石丸店[注釈 2]（福岡市西区） - 1979年（昭和54年）9月30日開店。衣料品専門店舗であり、食品部門は隣接するくらし館に設置。解体後、パワードラッグセガミ石丸店を経てセブンイレブン 福岡石丸1丁目店。
- 寿屋今宿店[注釈 3]（福岡市西区）- 解体後、マンション建設。
- 寿屋十郎川店（福岡市西区） - 1979年（昭和54年）6月30日開店。
- 太宰府寿屋（太宰府市） - 1980年(昭和55年)10月20日開店。 西鉄ストア太宰府店に転用
- 太宰府店別館（太宰府市） - 1990年代後半、大宰府寿屋正面のデオデオディスクシティ太宰府店跡地に出店。AVクラブ五条店が入居していた。新生堂薬局五条店に転用。
- 寿屋老司店[注釈 2]（福岡市南区） - 1978年（昭和53年）5月14日開店。サンキ老司店・TSUTAYA老司店に転用し、現在は新生堂薬局になっている。
- 寿屋宇美店（宇美町） - 1982年（昭和57年）5月1日開店。西鉄ストア宇美店・サンキ宇美店（ユービオス） に転用。
- 寿屋津屋崎店（津屋崎町） - 西鉄ストア津屋崎店・サンキ津屋崎店（ショッピングプラザつやざき）に転用後、建て替えのため2014年2月28日に閉店し解体、レガネット福津。
- 海老津寿屋[注釈 2]（岡垣町） -1976年9月3日開店 スーパーポップコーンを経て空店舗。
- 行橋寿屋[注釈 2]（行橋市） - 別称行橋寿屋百貨店。解体後、跡地にマンション。
- 寿屋豊前店（豊前市） - キッド豊前店への業態転換を経て解体、くろつち整形外科。
- 寿屋築城店[注釈 2]（築上町） - 解体、売地。
- 田川寿屋[注釈 3]（田川市） - 地上6階建ての大型店。2000年（平成12年）閉鎖し解体、現在はローソン。
- 寿屋糒店[注釈 2]（田川市） - マックスバリュ九州アーガス糒店に転用後、2015年10月15日閉店。現在はヨツケン。
- 柳川寿屋[注釈 2]（柳川市） - 別称柳川寿屋百貨店。解体後、西鉄ストア。
- 八女寿屋[注釈 2]（八女市） - 1977年7月21日開店別称八女寿屋百貨店、地上4階建て。トライアル八女店に転用後、移転のため閉店、空店舗となり解体。跡地の一部は老人ホーム。
- 寿屋田主丸店[注釈 2]（久留米市） - スーパー川食ピアザ田主丸（旧・オオツカデパート）※子会社の「筑後寿屋」運営（2階は空店舗）
- 野間寿屋（福岡市南区） - 解体後、葬祭場メモリアルホール。
- 香椎寿屋[注釈 2]（福岡市東区） - スーパーパセリ香椎店を経て、生鮮市場ビーンズ香椎店（生鮮市場ハイマート傘下）。その後閉店。
- 寿屋名島店（福岡市東区） - 1977年（昭和52年）9月6日開店。ハローデイ千早店に転用。
- 下大利寿屋[注釈 2]（大野城市） - いせやフーズクラブ下大利店（2階は三雲屋、100円ショップなどが入居したが閉店後、空店舗）。
- 松崎寿屋（福岡市東区） - ハローデイ松崎店に転用。
- 糸島寿屋[注釈 2]（糸島市） - 解体後、パチンコ店。
- 直方寿屋（直方市） - 丸和ラ・パレット直方店に転用。
- 寿屋吉井店[注釈 2]（うきは市） - 解体後、白壁交流広場（旧・オオツカデパート）。
- 寿屋吉井ショッピングセンター（うきは市） - 旧吉井店の移転で出店計画提出も未開業。2010年、予定地にイズミ（ゆめマートうきは）が開業。
- 寿屋AXiS伊田店（田川市） - アパンダシアーズ☆ワン田川店に転用。地階はアパンダ、丸和を経て2009年閉店。3階はTSUTAYA書籍部門、2008年閉店。2階はTSUTAYAのCD&レンタル部門、2010年閉店。1階はベスト電器、2010年11月3日閉店。全テナント閉店後、空店舗となり解体。
- 寿屋久留米マルエ店[注釈 3]（久留米市） - 子会社の「筑後寿屋」運営。2000年（平成12年）閉店し解体後、マンション。
- 宗像寿屋[注釈 3]（宗像市） - 2000年（平成12年）閉店し解体後、駐車場。
- 寿屋城野店（北九州市)
- Kコンビ関屋店[注釈 2]（太宰府市） - パントリー太宰府店を経て解体後、マンション。駐車場部分は営業当時のまま利用。
- Kコンビ漆生店[注釈 3]（嘉麻市） - 企業事務所に転用。
- Kコンビ山田店[注釈 3]（大野城市） - 2000年（平成12年）閉店し解体後、ジョイフル大野城山田店。
- Kコンビ乙金店[注釈 3]（大野城市） - 2000年（平成12年）閉店し解体後、病院。
- Kコンビ飯倉店[注釈 3]（福岡市早良区） - マンション「飯倉ビル」1階。2000年（平成12年）閉店し、生活専科素適空間村に転用。
- Kコンビ室住店（福岡市早良区） - 1972年（昭和47年）12月1日開店。
- Kコンビ野間店（福岡市南区）
- くらし館久福木店（大牟田市） - マックスバリュくらし館久福木店に転用。2020年9月よりイオン九州の運営となる。
- くらし館本町店（八女市） - マックスバリュ九州くらし館八女本町店に転用後、2008年6月に改装しマックスバリュ八女本町店へ改称。2020年9月よりイオン九州の運営となる。
- エレデ博多寿屋[注釈 3]（福岡市博多区） - 1999年（平成11年）閉鎖し解体後、呉服町ビジネスセンタービル。同ビルには核店舗としてサニーが出店。
- エレデ博多寿屋空港店[注釈 2]（福岡市博多区） - 「エレデ」は「エレガンスデパート」の略。ナフコ福岡空港店に転用。
- キッド干隈店（福岡市城南区） - 1981年（昭和56年）4月えじまやと博商の店舗として開店。レッドキャベツ干隈店に転用。2020年（令和2年）3月にマックスバリュ九州へ運営移管後、同年6月にマックスバリュエクスプレス干隈店へ改称。同年9月よりイオン九州の運営となる。
- ブキ石田店（北九州市小倉南区） - 旧・寿屋石田店。地上2階建てで、駐車場約120台。1972年（昭和47年）6月開店、2002年（平成14年）2月1日閉店。トライアル石田店に転用。
- ブキ和白店[注釈 3]（福岡市東区） - 2000年（平成12年）閉店し、ダイソー和白店に転用。
- 油山寿屋[注釈 3]（福岡市城南区） - 1976年（昭和51年）7月8日開店、1990年代閉店、ナフコ堤店に転用
- 大橋寿屋[注釈 3]（福岡市南区） - 1977年8月5日開店1990年代に閉店。太陽家具を経て、現在はイオンバイク大橋店・英進館大橋店が入居。
- 春日寿屋[注釈 3]（春日市） - 1977年1月24日開店1990年代に閉店。
- 曽根寿屋[注釈 3]（北九州市小倉南区） - 2000年ごろ閉店し解体後、マンション。
- 古賀寿屋[注釈 3]（古賀町） -1977年4月24日開店 1990年ごろ閉店し解体後、パチンコ店。
- 四つ山寿屋A館・B館[注釈 3]（大牟田市） - 1986年（昭和61年）4月閉店。
- 十郎川寿屋[注釈 3]（福岡市） - 1984年（昭和59年）12月閉店。
- 金山寿屋（福岡市城南区） - 1990年ごろ閉店し、AVクラブを経てドラッグセガミ七隈店。
- 寿屋福間店（福間町） - 博商最後の新規出店。1995年ごろ閉店し、福間ショッピングセンターあかし（アパンダ＋ヒサツネ→エルバリュー）に転用。

#### ハロー（旧えじまや）
- えじまや野芥店（福岡市早良区） - 1979年（昭和54年）10月6日開店。マックスバリュ九州ハロー野芥店に転用後、2013年5月の改装でマックスバリュエクスプレス野芥店に転換。2020年9月よりイオン九州の運営となる。
- えじまや六本松店（福岡市中央区） - ブックオフに転用。
- えじまや月隈店（福岡市博多区） - 解体後、分譲地。
- えじまや長尾店（福岡市城南区） - 1974年（昭和49年）8月2日開店。解体後、マンション。
- えじまや小郡店（小郡市） - マルシェ小郡店・オンセンド小郡店・キャンドゥ小郡店に転用後、2013年10月閉店し解体、セブンイレブン。
- えじまや井尻店[注釈 3]（福岡市南区） - 解体後、マンション。
- えじまや弥永店（福岡市南区） - 1976年（昭和51年）10月10日開店。
- えじまや石丸店[注釈 3]（福岡市西区） - 解体後、洋服の青山。
- えじまや吉塚店[注釈 3]（福岡市博多区） - 1970年（昭和45年）6月25日開店。解体済。
- えじまや南福岡店（福岡市博多区） - 1972年（昭和47年）5月26日開店。2002年12月、ハロー雑餉隈店（マックスバリュ九州ハロー雑餉隈店 - 江島屋南福岡店・まるたか生鮮市場雑餉隈店 - 江島屋南福岡店・ダイソー雑餉隈店・ドラッグイレブン・ドラッグイレブン研修施設）に転用。2013年解体し江島屋は隣接地に移転。
- えじまや二日市店[注釈 3]（筑紫野市） - 解体後、駐車場。
- アーガス春日店（春日市） - マックスバリュ九州アーガス春日店、マミーズ春日店を経て閉店。
- アーガス田村店（福岡市早良区） - マックスバリュ九州アーガス田村店に転用後、2006年11月増床改装しマックスバリュ田村店へ改称、さらにスーパーキッド田村店に転用。
- アーガス宇美店（糟屋郡宇美町） - マックスバリュ九州アーガス宇美店、マックスバリュ九州宇美店を経て、2011年5月14日にザ・ビッグエクスプレス宇美店にリニューアル。2020年9月よりイオン九州の運営となる。
- ハロー若山店（小郡市） - ドラッグストアモリ若山店、西松屋小郡店を経て、ゲオ小郡店。
- ハロー西浜武店（柳川市） - 解体後、更地。
- くらし館井尻店（福岡市南区） - マックスバリュ九州くらし館井尻店に転用後、解体。現在はディスカウントドラッグコスモス。
- えじまや石丸店[注釈 3]（福岡市西区） - 1979年（昭和54年）7月11日開店、くらし館石丸店に転換。解体済。
- くらし館内野店（福岡市早良区） - マックスバリュ九州くらし館内野店に転用後、2014年4月改装しマックスバリュエクスプレス内野店に店名変更。2020年9月よりイオン九州の運営となる。
- くらし館大佐野店（太宰府市） - マックスバリュ九州くらし館大佐野店、積文館書店大佐野店を経て、ダイソー大佐野店。
- くらし館篠栗店（篠栗町） - マックスバリュ九州くらし館篠栗店に転用後、マックスバリュ篠栗店として移転のため閉店、ファミリーファッションやまだい篠栗店。後に閉店。
- くらし館粕屋店（粕屋町） - マックスバリュ九州くらし館粕屋店、まるたか生鮮市場粕屋店を経て、ザ・ビッグエクスプレス粕屋店。2020年9月よりイオン九州の運営となる。
- くらし館周船寺店（福岡市西区） - マックスバリュ九州くらし館周船寺店に転用後、閉店し跡地はマンション。
- くらし館JR南福岡店（福岡市博多区） - マックスバリュ九州くらし館JR南福岡店に転用後、2013年10月の改装でマックスバリュエクスプレスJR南福岡店に転換。2020年9月よりイオン九州の運営となる。
- くらし館次郎丸店（福岡市早良区） - マックスバリュ九州くらし館次郎丸店を経て、ザ・ダイソー福岡次郎丸店。
- くらし館宗像徳重店（宗像市） - ダイレックス宗像店に転用後、2013年10月27日店舗移転のため閉店。
- くらし館善導寺店（久留米市） - マックスバリュ九州くらし館善導寺店を経て、マミーズ善導寺店。
- くらし館野中店（久留米市） - あんくるふじや夢市場野中店に転用後、2009年閉店し解体。跡地にのなか調剤薬局。
- くらし館大宰府店[注釈 2]（太宰府市） - マックスバリュ九州くらし館太宰府店に転用。閉店解体後、分譲地。
- くらし館筑紫駅前店（筑紫野市） - マックスバリュ九州くらし館筑紫駅前店に転用後、2016年7月の改装でマックスバリュエクスプレス筑紫駅前店に転換。2020年9月よりイオン九州の運営となる。
- くらし館那珂川店（那珂川町） - マックスバリュ九州くらし館那珂川店、マミーズ那珂川店、イオン九州 ワイドマート ドラッグ&フード那珂川店（2021年5月31日閉店）を経て、2021年9月9日にホームインプルーブメントひろせがフランチャイズで運営する生鮮&業務スーパー那珂川店が開店。
- くらし館野多目店（福岡市南区） - マックスバリュ九州くらし館野多目店、ダイエーグルメシティ野多目店を経て、ダイキョープラザ野多目店。
- くらし館波多江店（糸島市） - マックスバリュ九州くらし館波多江店を経て、マルコーバリュー。
- くらし館南片江店（福岡市城南区） - マックスバリュ九州くらし館南片江店として転用後、2008年9月マックスバリュ南片江店へ改装。後にマックスバリュエクスプレス南片江店へ再改装。2020年9月よりイオン九州の運営となる。
- くらし館室見店（福岡市早良区） - マックスバリュ九州くらし館室見店、まるたか生鮮市場室見店、門田百貨店室見二丁目店を経て、ザ・ダイソー福岡室見店。
- くらし館若草店（大野城市） - マックスバリュ九州くらし館若草店に転用後、2009年4月改装しマックスバリュ若草店へ名称変更。2017年7月、マックスバリュエクスプレス若草店に再改装。2020年9月よりイオン九州の運営となる。2023年4月、ウエルシアプラス大野城若草店を開店。
- くらし館和白店（福岡市東区） - マックスバリュ九州くらし館和白店、ハイマートかどた和白店、イオン九州 ワイドマート ドラッグ&フード和白東店（2021年9月30日閉店）を経て、2021年12月16日にウエルシア薬局の福岡県1号店であるウエルシア福岡和白東店が開店。
- くらし館下大利店（大野城市） - マックスバリュ九州くらし館下大利店、ヤマザキYショップを経て、マックスバリュ九州福岡事業部福岡事務所・教育・訓練センター。
- くらし館弥永店（福岡市南区） - ダイキョープラザバリュースタジアムに転用。
- くらし館筥松店（福岡市東区） - メディアカフェプラネットに転用。

### 大分県
- 寿屋佐伯店（佐伯市） - 別称佐伯寿屋百貨店、寿屋佐伯本店。解体後、市有地およびイベント広場。
- 佐伯寿屋ハウジング館[注釈 3] - 旧本館、佐伯店→佐伯寿屋百貨店→佐伯寿屋百貨店ハウジング館。1986年（昭和61年）閉店。寿屋大駐車場、なかまち・大手町商店街共同駐車場。
- 寿屋佐伯住吉店[注釈 3]（佐伯市） - 1986年（昭和61年）閉店。HIヒロセ佐伯店に転用後、2009年（平成21年）閉店し空店舗。
- 寿屋佐伯インター店（佐伯市） - 仮称・寿屋佐伯豊後灘ショッピングセンター、計画のみ。コスモタウン佐伯（サンリブさいき、ベスト電器New佐伯店など）。
- 津久見寿屋[注釈 3]（津久見市） - 2001年（平成13年）閉鎖。解体後、更地。
- 三重寿屋（豊後大野市） - トライアル三重店に転用。
- 三重寿屋（旧店舗）[注釈 3]（豊後大野市） - 1996年（平成8年）閉鎖。マルミヤストア三重店に転用。
- 稙田（わさだ）寿屋（大分市） - オークスわさだ店。二豊ショッピングセンターオークスわさだ店として増床計画も実現せず。サンライフキャロット店・セリアわさだ店を経て、メガセンタートライアルわさだ店。
- 別府寿屋（別府市） - 増床計画も着工中止。マルショク餅が浜店・HIヒロセ別府店など。
- 佐賀関寿屋[注釈 3]（大分市） - 1972年（昭和47年）閉鎖、解体。
- 臼杵寿屋[注釈 3]（臼杵市） - 1975年から1984年頃焼失。
- 寿屋杵築店[注釈 2]（杵築市） - アビ・ヒサツネ杵築店・業務用食品スーパー杵築店に転用後2009年秋に閉店、テナント交代予定。
- 駅川寿屋[注釈 2]（宇佐市） - 1981年7月開店、トライアル宇佐店に転用。2019年8月にトライアル宇佐店が閉店となり、解体。その後、ザ・ビッグ宇佐店が建設され、2021年7月24日に開業。
- 駅川寿屋キッド[注釈 2]（宇佐市） - 江戸心本館（レストラン棟部分（旧・グルッペ駅川店）はDoCoMoショップ）。
- 寿屋豊後高田店[注釈 3]（豊後高田市） - 2001年（平成13年）閉鎖。トライアル豊後高田店に転用。トライアル豊後高田店新築移転に伴い解体、現在はローソン豊後高田新町店。
- 日田寿屋（日田市） - 黒潮市場日田店・ダイソー日田店に転用。黒潮市場は閉店し、2015年（平成27年）7月30日にダイレックス日田中央店が開店。
- 中津寿屋[注釈 2]（中津市） - 中津寿屋百貨店本館→AXiS中津寿屋ファッション館。売りビルとなり解体。現・ドラッグセイムス中津新博多町店。
- 中津寿屋くらし館・立体駐車場ビル[注釈 2]（中津市） - アパンダシアーズ1中津店に転用後閉店、売りビルとなり解体、現在はセブンイレブン中津駅北店。
- 中津寿屋イベント館[注釈 2]（中津市） - 聖雲閣中津斎場に転用後、空店舗となり解体。
- 寿屋ニューフタバ店（玖珠町） - 1990年ごろ閉鎖。オオツカデパート、吉井寿屋の運営。
- くらし館市浜店（臼杵市） - マックスバリュくらし館市浜店。2020年9月よりイオン九州の運営となる。
- くらし館大在店（大分市） - マックスバリュ九州くらし館大在店として転用後、2007年8月の増床改装でマックスバリュ大在店へ転換。2020年9月よりイオン九州の運営となる。
- くらし館下郡店（大分市） - マックスバリュ九州くらし館下郡店として転用後、2008年6月の改装でマックスバリュ下郡店へ転換。2015年11月30日閉店。現在はダイソー大分下郡店。
- くらし館高田店（大分市） - マックスバリュくらし館高田店。2020年9月よりイオン九州の運営となる。
- くらし館猪野店（大分市） - マックスバリュくらし館猪野店。2020年9月よりイオン九州の運営となる。
- くらし館大畑店（別府市） - マルミヤストア大畑店。
- くらし館明野店（大分市） - トキハインダストリー南明野店。
- くらし館高江店（大分市） - トキハインダストリー高江店。
- くらし館佐伯駅前店（佐伯市） - マックスバリュ九州くらし館佐伯駅前店に転用後、2007年10月にマックスバリュ佐伯駅前店へ改装。2020年9月よりイオン九州の運営となる。

### 佐賀県

#### 寿屋
- 佐賀寿屋（窓乃梅寿屋）[注釈 3]（佐賀市） - 1979年11月26日開店、ショッピングセンター窓乃梅の核店舗として開店し、2階から4階までは寿屋が入居し、１階部分は窓の梅が入居していたが、1999年（平成11年）に寿屋が閉鎖、窓乃梅部分も2005年（平成17年）閉鎖。空店舗となり解体。その後、佐賀県国保会館。
- 寿屋天祐店（佐賀市） - 1998年（平成10年）ごろ閉鎖。ライズ食品館（2003年閉店）、生鮮市場ハイマート天祐店（2010年閉店）を経て、解体後、ディスカウント ドラッグコスモス天祐店。
- 寿屋小城店（小城市） - 1977年（昭和52年）2月17日開店。90年代に閉店し、現在はカラオケ屋（パーティーカラオケ・パステルトーン）。
- 寿屋唐津店（唐津市） -1980年3月8日開店 トライアル唐津店（2017年9月10日建て替えのため閉店し、2019年2月13日新装開店[18]）。
- 鳥栖寿屋（ジョイフルタウン鳥栖店）（鳥栖市） - イオン九州ジャスコ鳥栖店（2005年閉店）を経てサンリブ鳥栖店・TSUTAYA鳥栖店（2009年11月7日フレスポ鳥栖にモール名変更）。
- 鳥栖寿屋（鳥栖寿屋百貨店）（旧店舗）[注釈 3]（鳥栖市） -1980年7月7日開店 1998年（平成10年）閉鎖、新店舗の西側隣接地。解体後、マンション建設。
- 多久寿屋（コーリー多久店）（多久市） - 1992年4月21日、多久ショッピングプラザと寿屋と34の専門店がが入るマインズ34の複合商業施設として開店した。コーリーの名前は多久聖廟の孔子の里にちなんだ。2002年に寿屋が倒産したことで撤退し、その後入居したマックスバリュ九州アーガス多久店とナフコ多久店も2009年8月に撤退し、12月に多久ショピングプラザは経営破綻し閉店。その後フードウェイスーパーセンター（2021年6月15日閉店）を経て、HIヒロセ多久店・業務スーパー多久店（2021年8月5日開店[19]）。

#### ハロー
ハローの一部店舗はフランチャイズにより運営されていた店舗である。
- アーガス本店（佐賀市） - 1993年（平成5年）開店。2006年11月の改装によりマックスバリュ佐賀西店に名称変更。2020年9月よりイオン九州の運営となる。
- アーガスみなみ（佐賀市） - あんくる夢市場佐賀本店（2019年5月31日閉店）を経て解体後、スーパーモリナガ南佐賀店、セリア（2020年6月27日開店）。
- ハロー今泉店（鳥栖市） - ローソンプラス鳥栖今泉店。
- ハロー佐賀店（佐賀市） - 1977年5月開店。旧・ハロー佐賀本店。解体後、パチンコ店を経てドン・キホーテ佐賀店。
- ハロー三田川店（吉野ヶ里町三田川町） - ユートク吉野ヶ里店・ファミリーファッションやまだい吉野ヶ里店（2017年閉店）を経て解体後、アルゾ吉野ヶ里店、セリアアクロスプラザ吉野ヶ里店（2019年1月31日開店） 。
- ハロー若楠店（佐賀市） - 2005年に増床改装しマックスバリュ若楠店に店名変更。2020年9月よりイオン九州の運営となる。
- ハロー西魚店（佐賀市） - 1958年11月に一号店として開店。2004年8月閉店、解体。
- ハロー神野店（佐賀市）[注釈 3] - 2000年ごろ閉店、解体。
- ハロー水ヶ江店（佐賀市）[注釈 3] - 2000年ごろ閉店、解体後、マンション建設。
- ハロー木原店（佐賀市）[注釈 3] - 1998年ごろ閉店、解体。
- ハロー村田店（鳥栖市） - マックスバリュ九州ハロー村田店に転用後、2013年8月31日閉店。
- ハロー多久店（多久市） - 1978年4月開店。
- ハロー鳥栖田代店（鳥栖市） - 解体後、更地。
- ハロー東田代店（佐賀市） - マックスバリュ九州ハロー東田代店に転用後、2009年閉店、解体後、都市計画道路大財木原線の一部となる[20]。
- ハロー東与賀店（佐賀市東与賀町） - マックスバリュハロー東与賀店。2020年9月よりイオン九州の運営となる。
- ハロー尼寺店（佐賀市大和町） - 1963年開店。マックスバリュ九州ハロー尼寺店に転用後、改築しマックスバリュ九州尼寺店（2008年8月開店）。
- ハロー北茂安店（みやき町北茂安町） - ダイレックス123北茂安店。
- ハローニュータウン鹿島店（鹿島市） - メガセンタートライアル鹿島店（2014年1月19日閉店）を経て解体後、スーパーセンタートライアル鹿島店（2017年7月26日開店）。
- くらし館曽根崎店（鳥栖市） - マックスバリュ九州くらし館曽根崎店に転用後、2018年の改装でマックスバリュエクスプレス曽根崎店へ名称変更。2020年9月よりイオン九州の運営となる。
- くらし館基山店（基山町） - 着工前に経営破綻し未着工。セブンイレブン基山小倉店。

### 長崎県

#### 寿屋
- 島原寿屋（島原寿屋百貨店）（島原市） - エレナ一番街店・ダイソーエレナ一番街店（4階・5階は空き店舗）を経て解体され更地。
- 時津寿屋（時津町） - ジャスコ時津店に転用後、2011年3月1日にイオン時津店（イオン時津ショッピングセンター）に改称。
- 時津寿屋（旧店舗）[注釈 3]（時津町） - 2000年（平成12年）閉鎖。解体後、新時津店の敷地の一部となり、ジャスコ時津店（現・イオン時津店）に統合。
- 寿屋長与店[注釈 3]（長与町） - 時津店増築に伴い2000年（平成12年）統合、解体後、ユーコーラッキー長与店。

#### ハロー
- 西海ハロー（佐々町） - マックスバリュ佐々店に転換。2020年9月よりイオン九州の運営となる。
- ハロー佐世保北店（佐世保市） - 開店前に経営破綻したため未開業。まつばや矢峰店・ダイレックス矢峰店。

### 熊本県
- 本渡寿屋（天草市） - リンドマール本渡店。トライアルリンドマールTAiYO本渡店。
- 人吉寿屋[注釈 2]（人吉市） - 新店舗計画も未開業。解体後、賃貸マンションが2007年11月完成。1階はエブリワン中青井店。
- 菊池寿屋[注釈 2]（菊池市） - 菊池寿屋百貨店。解体済。
- 宇土寿屋（宇土市） - 宇土シティ店。イオン九州ジャスコ宇土店（2011年1月閉店）、ハローグリーンエブリー宇土店（2011年4月開店）を経て、ゆめマート宇土店（2013年9月名称変更の後、運営会社の株式会社西紅が2014年6月に株式会社ゆめマート（イズミの子会社）と合併）。旧店舗は移転後スーパーキッド宇土店。
- 植木寿屋[注釈 2]（植木町） - 元寿屋社員運営の生鮮スーパーはなまるに転用後、2008年に建替のため解体。跡地に生鮮スーパーはなまるの新店舗。
- 寿屋松橋店[注釈 2]（宇城市） - スーパーフェニックス松橋店を経て解体、跡地はコンビニエンスストア。
- 矢部寿屋[注釈 2]（山都町） - HIヒロセ矢部店・STAIRを経て、協同組合矢部ショッピングセンターSTAIR。
- 矢部寿屋（旧店舗） （山都町） - 矢部広域病院駐車場駐車場。
- 新外寿屋（熊本市） - 黒潮市場新外店・服彩館キナッセ新外店。
- 寿屋益城店（益城町） - 黒潮市場益城店。
- 寿屋長洲店（長洲町） - ビッグバリュートクナガ長洲店。
- 八代寿屋（八代市） - 別称・八代寿屋百貨店。スーパーフェニックス八代店を経て、田方福祉グループの高齢者介護施設・ファミリーハウスかがやき園。
- 寿屋御船店（御船町） - 黒潮市場御船店・サンキ御船店。
- 寿屋楠店[注釈 2]（熊本市） - 黒潮市場楠店・ディッグ熊本楠店を経て、スーパーキッド楠店（カリーノ楠）。
- 寿屋楠店別館[注釈 3]（熊本市） - 家電専門・電器の寿屋楠店。2000年ごろ閉鎖し、十徳や楠店に転用。
- 牛深寿屋[注釈 2]（天草市） - 空店舗。
- 水俣寿屋[注釈 2]（水俣寿屋百貨店）（水俣市） - エムズシティ。
- 鏡寿屋[注釈 2]（八代市） - シーズ鏡店（パチンコエンペラーグループが運営するスーパー）・100円ショップミーツ鏡店。
- 荒尾寿屋（荒尾市） - 同市中町に1970年代出店、1990年代閉店。
- 寿屋上熊本店[注釈 3]（熊本市） - 2000年（平成12年）閉鎖、解体。
- 寿屋嘉島店（嘉島町） - 別称・嘉島ランブラス店、未開業。ダイヤモンドシティ・クレアから2度の名称変更を経て、イオンモール熊本。
- くらし館水前寺駅店（未開業）（熊本市） - エース水前寺駅店を経て、ゆめマート水前寺駅店。
- くらし館戸島店（熊本市） - マックスバリュ九州くらし館戸島店に転用後、2008年4月にマックスバリュ戸島店へ改装。さらに2012年10月、マックスバリュ新戸島店として移転のため閉店。
- くらし館永江団地店（合志市） - マックスバリュ九州くらし館永江団地店に転用後、2007年10月にマックスバリュ永江団地店へ改装。2020年9月よりイオン九州の運営となる。2024年9月に閉店後イオンウエルシア九州へ再移管し、同年12月19日にウエルシアプラス永江団地店として再開業。
- くらし館長嶺店（熊本市） - マックスバリュ九州くらし館長嶺店に転用後、2007年9月にマックスバリュ長嶺店へ改装。2020年9月よりイオン九州の運営となる。
- くらし館川尻店（熊本市） - マックスバリュ九州くらし館川尻店に転用後、2007年10月にマックスバリュ川尻店へ改装。2015年6月にザ・ビッグエクスプレス川尻店へ再改装。2020年9月よりイオン九州の運営となる。
- くらし館御幸笛田店（熊本市） - マックスバリュ九州くらし館御幸笛田店に転用後、2008年4月にマックスバリュ御幸笛田店へ改装。2020年9月よりイオン九州の運営となる。
- くらし館新土河原店（熊本市） - マックスバリュ九州くらし館新土河原店に転用後、2008年3月にマックスバリュ新土河原店へ改装。2014年11月にザ・ビッグエクスプレス新土河原店へ再改装。2020年9月よりイオン九州運営となる。
- くらし館桜山店（荒尾市） - マックスバリュ九州くらし館桜山店に転用後、2008年7月にマックスバリュ桜山店へ改装。2020年9月よりイオン九州運営となる。
- くらし館田崎店（熊本市） - マックスバリュ九州くらし館田崎店に転用後、2007年10月にマックスバリュ田崎店へ改装。2014年11月30日をもってイオンタウン田崎への移転のため閉店。家具一番田崎店を経て、2017年4月21日にTSUTAYA田崎店が移転オープン。
- くらし館託麻店（熊本市） - マックスバリュ九州くらし館託麻店に転用後、2009年10月マックスバリュ新託麻店として移転のため閉店。その後、スーパー・キッド託麻店に転用。
- くらし館新地団地店[注釈 2]（菊陽町） - ディスカウントストアアタックス新地団地店。
- くらし館国府店（熊本市） - マックスバリュくらし館国府店。2020年9月よりイオン九州運営となる。
- くらし館海士江店（八代市） - 生鮮広場TOPマート。
- Kコンビ黒石店[注釈 2]（合志市） - 解体後、おべんとうのヒライ黒石店。
- Kコンビ野越店[注釈 2]（熊本市） - 解体後、エブリワン野越店。
- Kコンビ江津店[注釈 2]（熊本市） - ハローエブリワン江津店。
- Kコンビ天明店[注釈 2]（熊本市） - 解体後、アパート。
- Kコンビ横手店[注釈 3]（熊本市） - 2000年ごろ閉店。解体後、せんだメディカルクリニック。
- Kコンビ花畑店[注釈 3]（熊本市） - 2001年（平成13年）頃閉店、解体。
- Kコンビ飽田店[注釈 3]（熊本市） - 2001年（平成13年）頃閉店。スーパーキッド飽田店に転用後、2011年8月閉店。
- Kコンビ長嶺店（熊本市） - 解体。エブリワンを経てローソン。
- Kコンビ大久保店（熊本市） - 解体後、タケウチガーデンギャリー。
- 寿屋キッド尾の上店[注釈 3]（熊本市） - 1998年（平成10年）ごろ閉鎖し解体、跡地はマンション。
- エブリワン須屋店（合志市） - 居酒屋すや村。

### 宮崎県
- 都城寿屋[注釈 2]（都城市） - 別称・都城寿屋百貨店。都城IT産業ビル（BTV本社ほか）。
- 延岡寿屋延岡（延岡市） - 別称・延岡寿屋百貨店。解体後、跡地にスーパーマーケットUFO。新館を計画も未開業。旧店舗は祇園町通り沿いにあり電器の寿屋延岡店となった後閉店。
- 小林寿屋（小林市） - プラッセだいわ小林店に転用後、ダイレックス小林店・プラッセだいわファッション館小林店。
- 小林寿屋（旧店舗→別館）[注釈 3]（小林市） - 新店舗開業後は寿屋with小林店（ファッション専門店）（2000年頃閉店）、TSUTAYA AVクラブ・蔦屋書店小林店に転用。
- 寿屋高千穂店（高千穂町） - 空き店舗。
- 西都寿屋（パオ西都店）[注釈 2]（西都市） - ショッピングセンターパオ（パオ食鮮館COOK・サンキ）。
- えびの寿屋（えびの市） - プラッセだいわえびの店。
- 日向寿屋[注釈 2]（日向市） - 別称アスティ日向寿屋百貨店。トライアル日向店。
- 日南寿屋（サピア日南店）（日南市） - プラッセだいわサピア日南店、マルショクサピア日南店を経て、現在はダイレックスサピア日南店。
- 寿屋串間店[注釈 3]（串間市） - 旧・桜デパート串間店。1999年（平成11年）閉鎖解体後、串間市が購入し区画整理予定。
- 寿屋キッド昭和店[注釈 3]（宮崎市） - 1999年（平成11年）ごろ閉鎖解体後、診療所・駐車場など。
- くらし館串間店（串間市） - マックスバリュ九州くらし館串間店（2003年10月閉店）を経て、四季彩館ほりぐち西浜店。
- くらし館都北店（都城市） - マックスバリュ九州くらし館都北店に転用後、2004年12月増床改装し、マックスバリュ都北店へ名称変更。2020年9月よりイオン九州の運営となる。
- くらし館早水店（都城市） - 分譲地。
- くらし館若葉店（都城市） - スーパーキッド若葉店。
- くらし館三股店（三股町） - マックスバリュ九州くらし館三股店に転用後、2003年10月閉店し、ミートショップながやま三股北店を経て、マルミヤストアアタックス三股店。
- くらし館霧島店（宮崎市） - マックスバリュ九州くらし館霧島店に転用後、2006年11月増床改装し、マックスバリュ霧島店へ名称変更。2020年9月よりイオン九州の運営となる。
- くらし館学園木花台店（宮崎市）→ マックスバリュ九州くらし館学園木花台店に転用後、2008年5月にマックスバリュ学園木花台店へ改装後、2018年2月末に閉店。建て替えを経て、マックスバリュ木花台店として2018年3月に開店。2020年9月よりイオン九州の運営となる。
- くらし館大塚台店（宮崎市） - マックスバリュ九州くらし館大塚台店（2003年10月閉店）を経てハローワークプラザ。
- くらし館潮見店（宮崎市） - マックスバリュ九州くらし館潮見店（2017年9月閉店）を経て、まえだストアー潮見店。
- くらし館大和店（宮崎市） - マックスバリュ九州くらし館大和店に転用後、2005年3月閉店。建て替えを経て、マックスバリュ宮崎駅東店として2005年4月に開店。2020年9月よりイオン九州の運営となる。
- くらし館綾店（綾町） - マックスバリュ九州くらし館綾店に転用後、2008年6月改装しマックスバリュ綾店へ名称変更。2020年9月よりイオン九州の運営となる。
- くらし館田野店（田野町） - マックスバリュくらし館田野店。2020年9月よりイオン九州の運営となる。
- くらし館高鍋店（高鍋町） - マックスバリュ九州くらし館高鍋店に転用後、2006年8月増床改装しマックスバリュ高鍋店へ名称変更。2020年9月よりイオン九州の運営となる。
- くらし館まなび野店（宮崎市） - 食の森うめこうじまなび野店。
- くらし館日向原町店[注釈 2]（日向市） - ダイソー日向原町店。
- くらし館夏田店（延岡市） - 未開業。
- くらし館野田店（延岡市） - 未開業。スーパーキッド野田店。
- くらし館清武店[注釈 3]（宮崎市） - 1998年（平成10年）頃閉鎖し、ダイソー清武店を経てパチンコ店。
- くらし館吉村店[注釈 3]（宮崎市） - 旧・マルショク吉村店閉店後に居抜き出店。閉鎖後、着物販売店、宮崎リコー本社（後のリコージャパン宮崎支社）を経て解体、マンション。

### 鹿児島県
大隅半島の一部店舗は1994年に桜デパートから引継いだ店舗である。

#### 寿屋
- 寿屋南鹿児島店（鹿児島市） - デオデオ鹿児島本店（一時期、大川家具センターが2階に出店）を経て、マンガ倉庫鹿児島店。
- 寿屋納屋店[注釈 2]（鹿児島市） - 納屋第一ビルを経て霧島民藝館。
- 寿屋谷山店[注釈 3]（鹿児島市） - 1991年（平成3年）閉店し、解体。跡地はペアーレ鹿児島、ペアーレ徳洲会を経てマンション。
- 寿屋西口店（鹿児島市） - 山形屋ストアに売却。
- 串木野寿屋（串木野市） - プラッセだいわ串木野駅前店を経て、ニシムタ串木野店食鮮館・ダイソー鹿児島串木野店・リサイクルショップ「FUNFUN BAZAAR」。
- 串木野寿屋[注釈 3]（串木野市） - 1997年（平成9年）閉店後、解体。
- 寿屋大口店（大口市） - プラッセだいわ大口店、マルショク大口店を経て、ダイレックス大口店。
- 寿屋枕崎店（枕崎市） - だいわ枕崎店に転用後閉店し、空き店舗を経て解体され、ダイレックス枕崎店。
- 寿屋国分店[注釈 2]（国分市） - 解体後、マンション。
- 寿屋名瀬店（食料品）（名瀬市（現・奄美市）） - だいわ名瀬店〔食品館〕に転用後、閉店。解体され、全日食チェーン名瀬中央店。
- 寿屋名瀬店（衣料品）（名瀬市（現・奄美市）） -だいわファッション館名瀬店に転用後、グリーンストア末広店。
- 出水寿屋[注釈 3]（出水市） - 2000年（平成12年）閉店。有料老人ホームことぶき・サンクス出水ことぶき店を経て、有料老人ホームことぶき・ローソン出水ことぶき店。
- 伊集院寿屋（伊集院町） - プラッセだいわ伊集院店を経て、ソレイユタウン伊集院。
- 宮之城寿屋（宮之城町） - プラッセだいわ宮之城店・TSUTAYAプラッセ宮之城店。
- 寿屋加世田店[注釈 3]（加世田市） - 1999年（平成11年）閉店、解体後跡地はニシムタ加世田店駐車場。
- 寿屋指宿店[注釈 3] - 2000年（平成12年）ごろ閉鎖、解体。新店舗を計画も未開業。
- くらし館大熊店（名瀬市） - だいわ大熊店。
- くらし館岩川店（大隅町） - マックスバリュ九州くらし館岩川店（2009年7月改装し、マックスバリュ岩川店へ名称変更）に転用後、閉店し空店舗。
- くらし館川西店（鹿屋市） - マックスバリュ九州くらし館川西店。
- くらし館末吉店（末吉町） - マックスバリュ九州くらし館末吉店へ転用後、2014年4月にマックスバリュエクスプレス末吉店へ改装。2020年9月よりイオン九州の運営となる。
- くらし館財部店（財部町） - マックスバリュ九州くらし館財部店を経て、ミートショップながやま財部店。
- くらし館高山店（高山町） - マックスバリュ九州くらし館高山店、だいわ高山店を経て、閉店。空店舗。

#### 桜デパート
業務提携店舗であったが、1998年1月より寿屋が営業賃借した。
- 桜デパート鹿屋本店[注釈 3]（鹿屋市） - 業務資本提携店舗。1994年閉鎖後、解体。跡地はリナシティかのや市営駐車場。
- 寿屋鹿屋店[注釈 2]（鹿屋市） - 旧・桜デパート寿店。解体後、ドラッグストアモリ鹿屋寿店。
- 寿屋垂水店[注釈 2]（垂水市） - 旧・桜デパート垂水店。解体後、エブリワン垂水店。
- くらし館西原店（鹿屋市） - 旧桜デパート西原店。マックスバリュ九州くらし館西原店へ転用後、2008年12月にマックスバリュ西原店へ改装。2020年9月よりイオン九州の運営となる。
- くらし館串良店（串良町） - Tショップやまぐち串良店。
- くらし館大根占店（大根占町）[注釈 2] -  鹿児島県肝属郡錦江町馬場３７６−１

#### 桜マート
- 桜マート東串良くらし館店 - Aコープ東串良店。
- 桜マート有明くらし館（有明町） - 四季彩館ほりぐち志布志店。

### 山口県
- 寿屋小野田店（山陽小野田市） - サンパークおのだ店。フジグラン小野田が出店後、店舗改築のため2007年末に一部解体。
- 寿屋阿知須店（山口市） - サンパークあじす店。サンリブ阿知須店が出店。
- 寿屋山口店（山口市） - 湯田ショッピングセンター、コープと共同。業務資本提携店舗。1990年代に閉店。
- 寿屋防府店（防府市） - コープと共同。
- 寿屋徳山店（徳山市） - コープと共同。コープやまぐち徳山店を経てブックオフ徳山周陽店。
- くらし館稗田店（下関市） - マックスバリュ稗田店へ転用。フジの運営。
- くらし館中国若山店[注釈 2]（山陽小野田市） - まるき小野田中央店を経て閉店。
- くらし館中国西宇部店[注釈 2]（宇部市）
- くらし館中国桃山店[注釈 2]（宇部市）
- くらし館上宇部店（宇部市） - 百菜屋上宇部店。

### 移動店舗
- 寿屋ママサン号
  - 九州各地では寿屋の移動販売車が運行されており、特に山間地域の住民には重宝がられていた。九州では現在も一部がそのまま自主営業を続けている。

### 店舗の一例

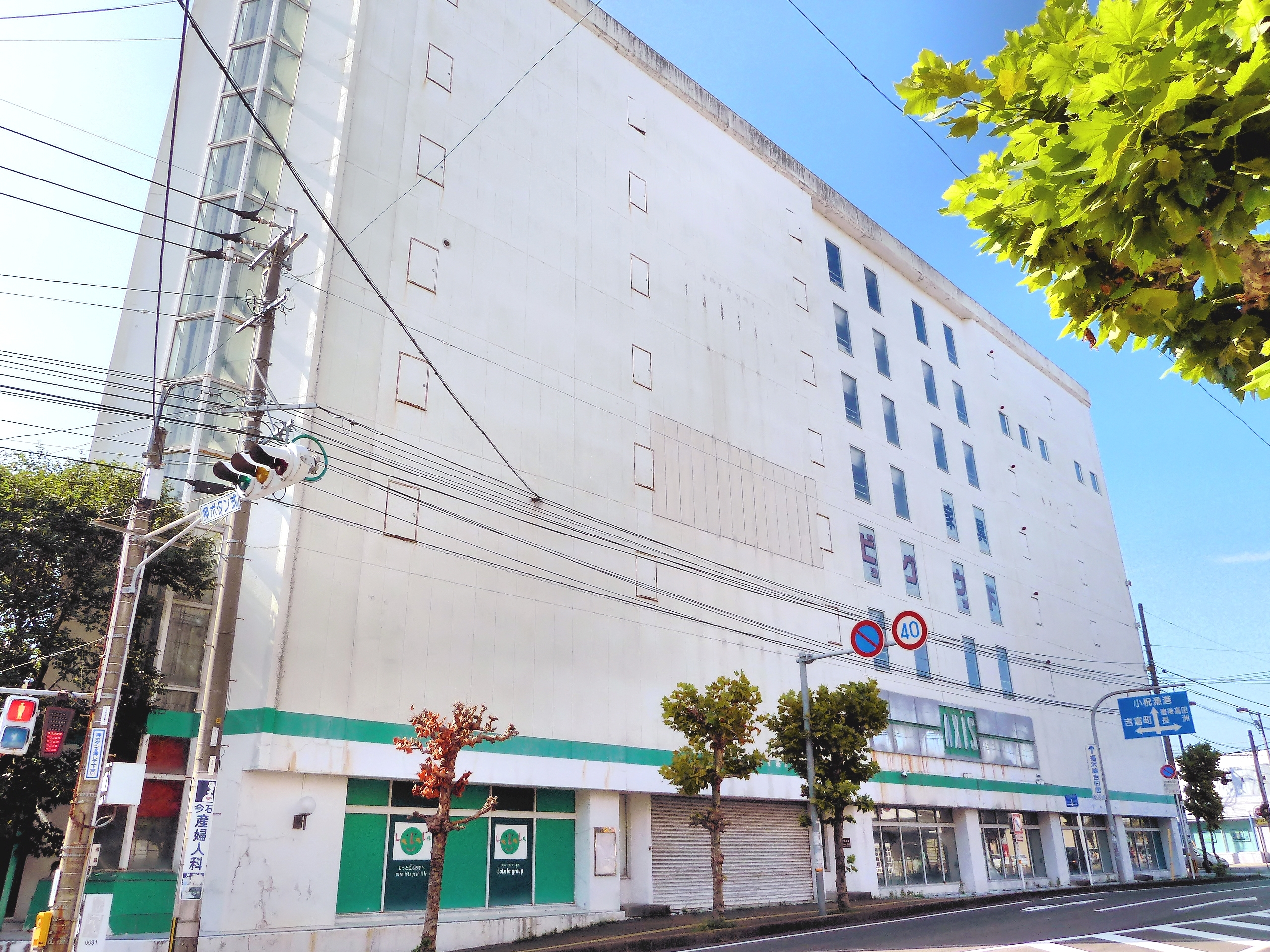
AXiS中津寿屋百貨店。百貨店・アクシス業態店舗の例。
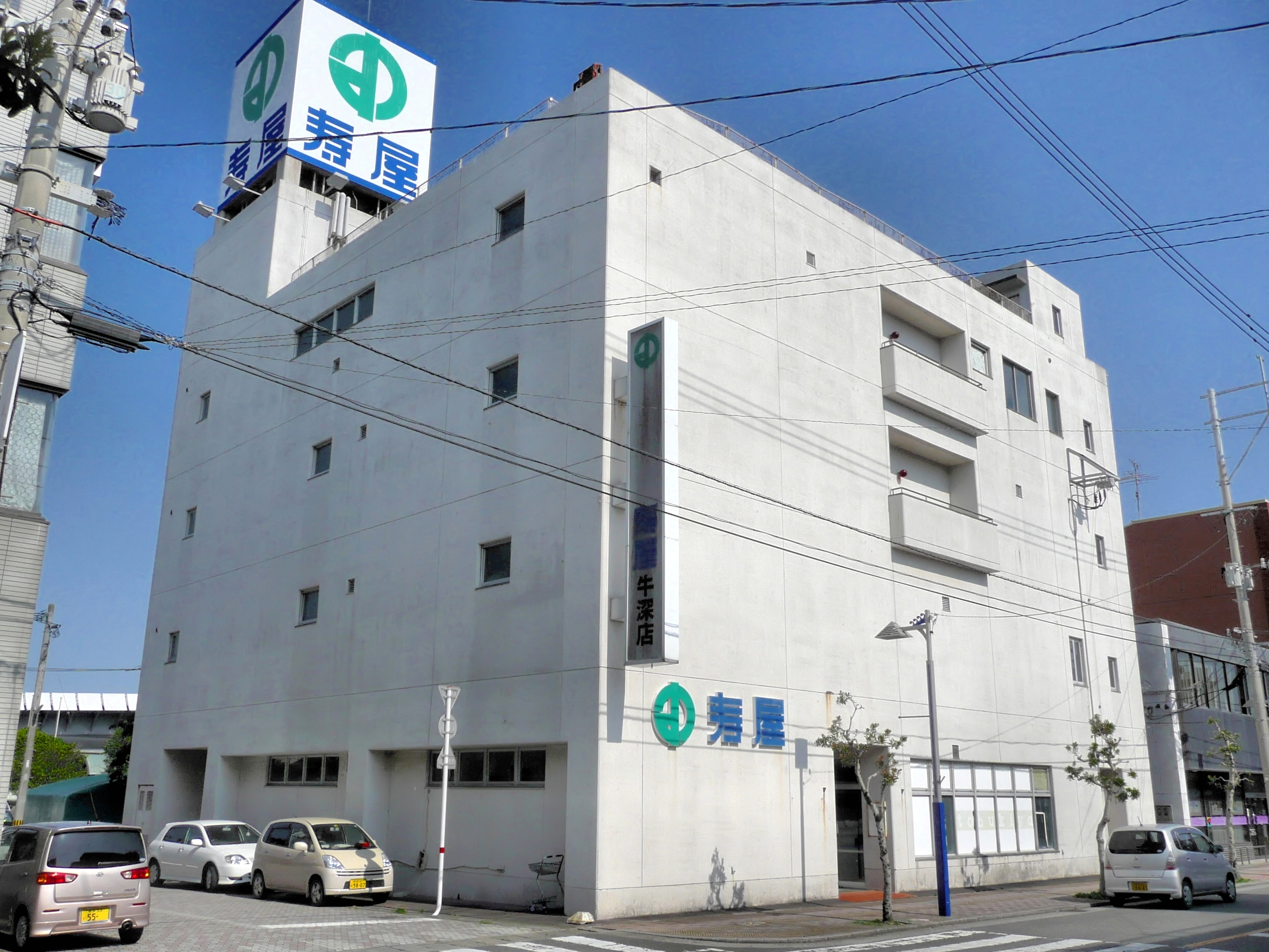
寿屋牛深店。総合スーパー店舗の例。
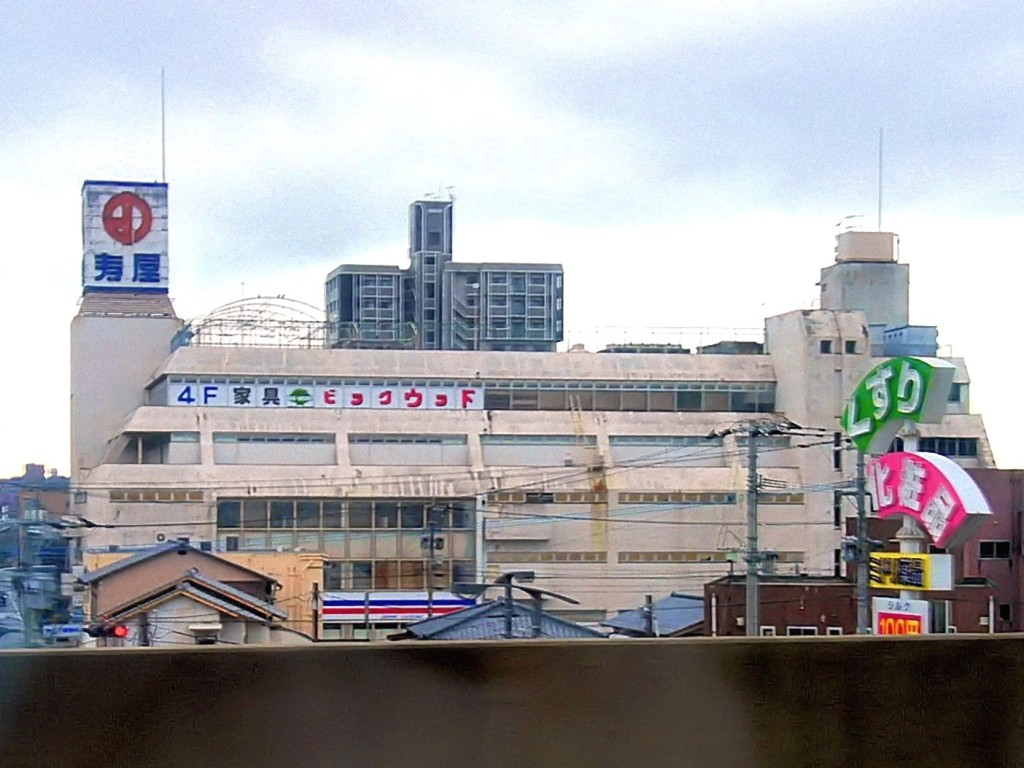
寿屋行橋店。総合スーパーとディスカウント店「キッド」の複合業態。
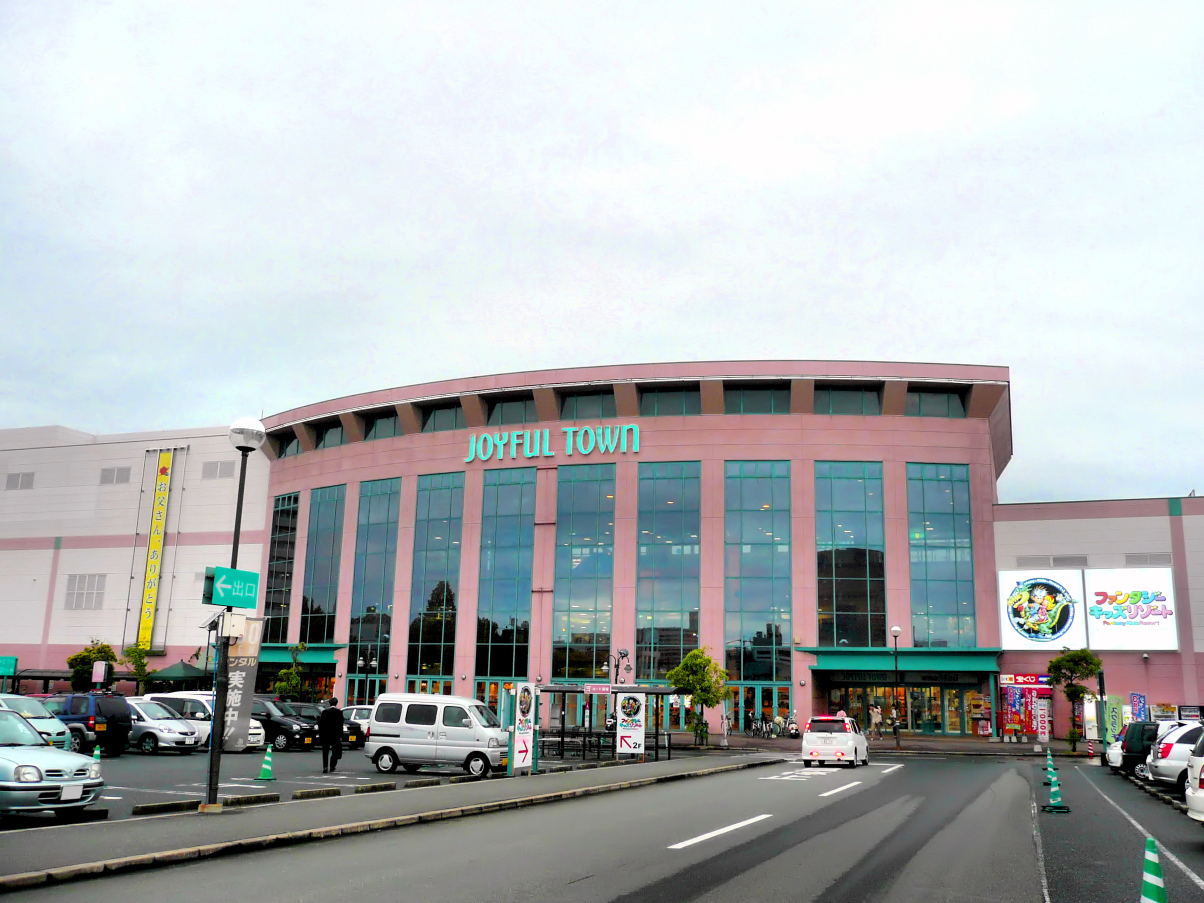
ジョイフルタウン鳥栖。大規模ショッピングセンター型店舗の例。
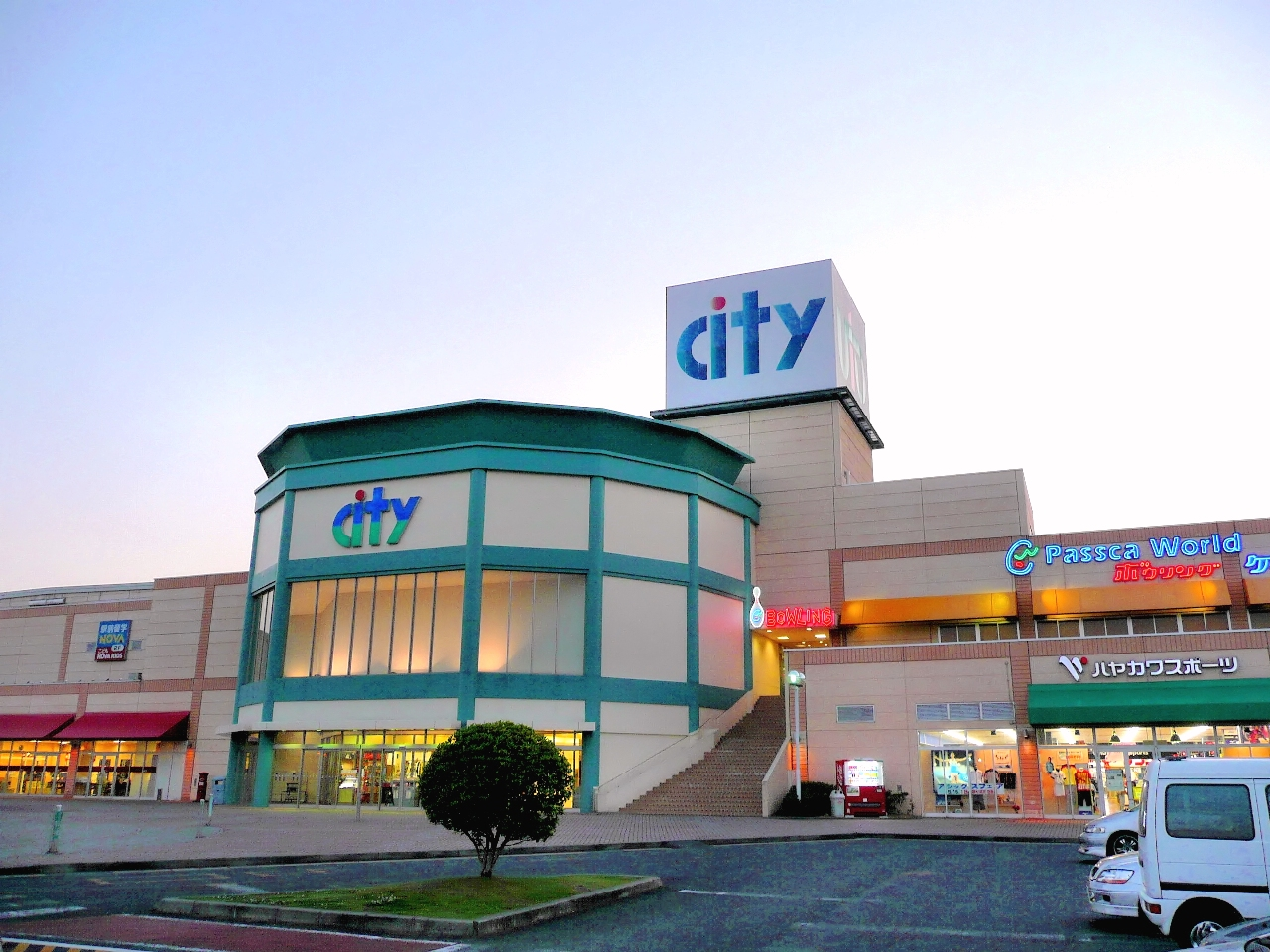
うとシティ。大規模ショッピングセンター型店舗の例。
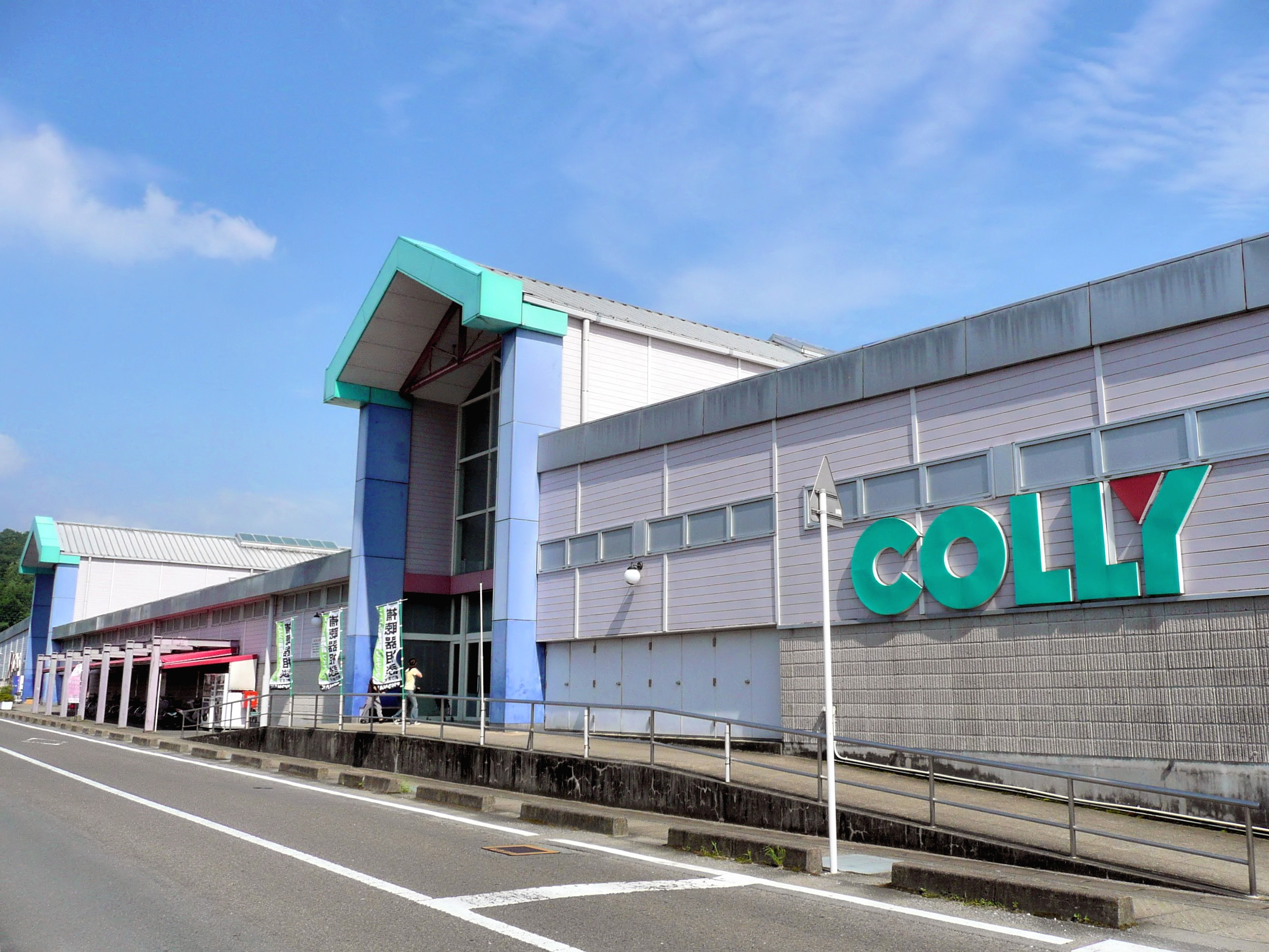
コーリー多久。中規模ショッピングセンター型店舗の例。
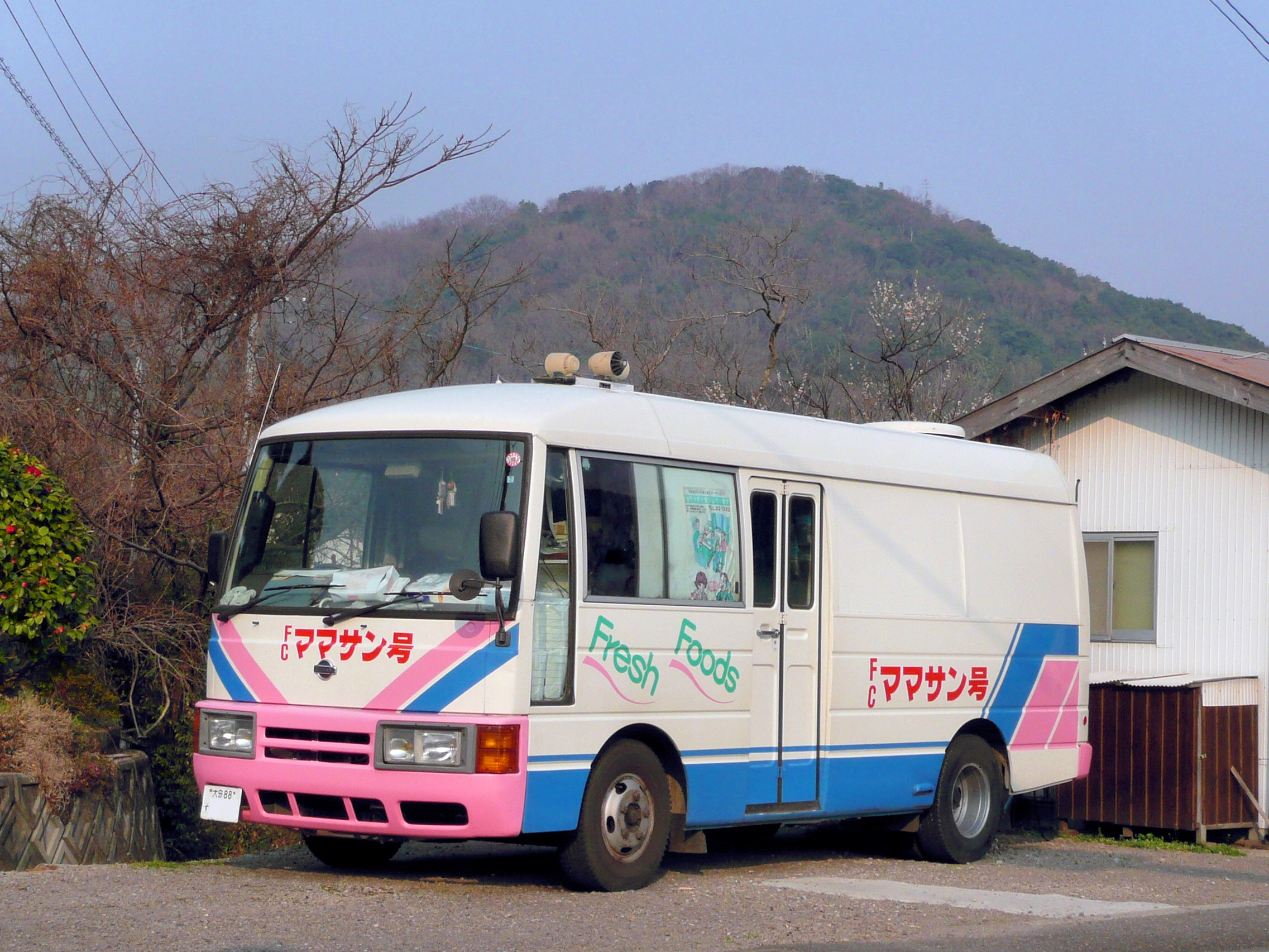
移動スーパー型店舗の寿屋ママサン号。

なお、下記店舗は寿屋（ハロー）運営時代と異なり現在運営している企業の仕様に変更されている。

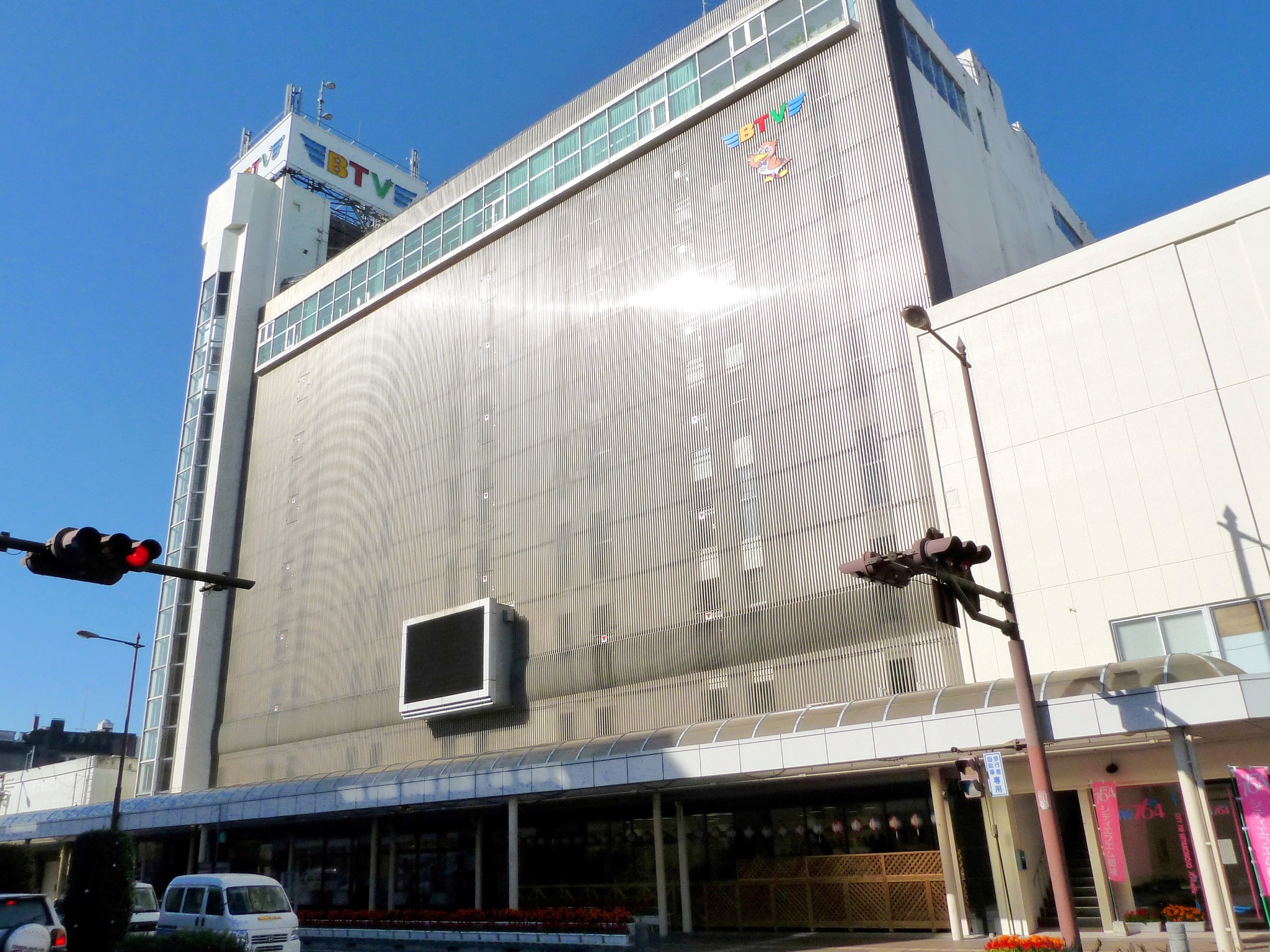
旧都城寿屋百貨店の「都城IT産業ビル」。オフィスビルとして利用。
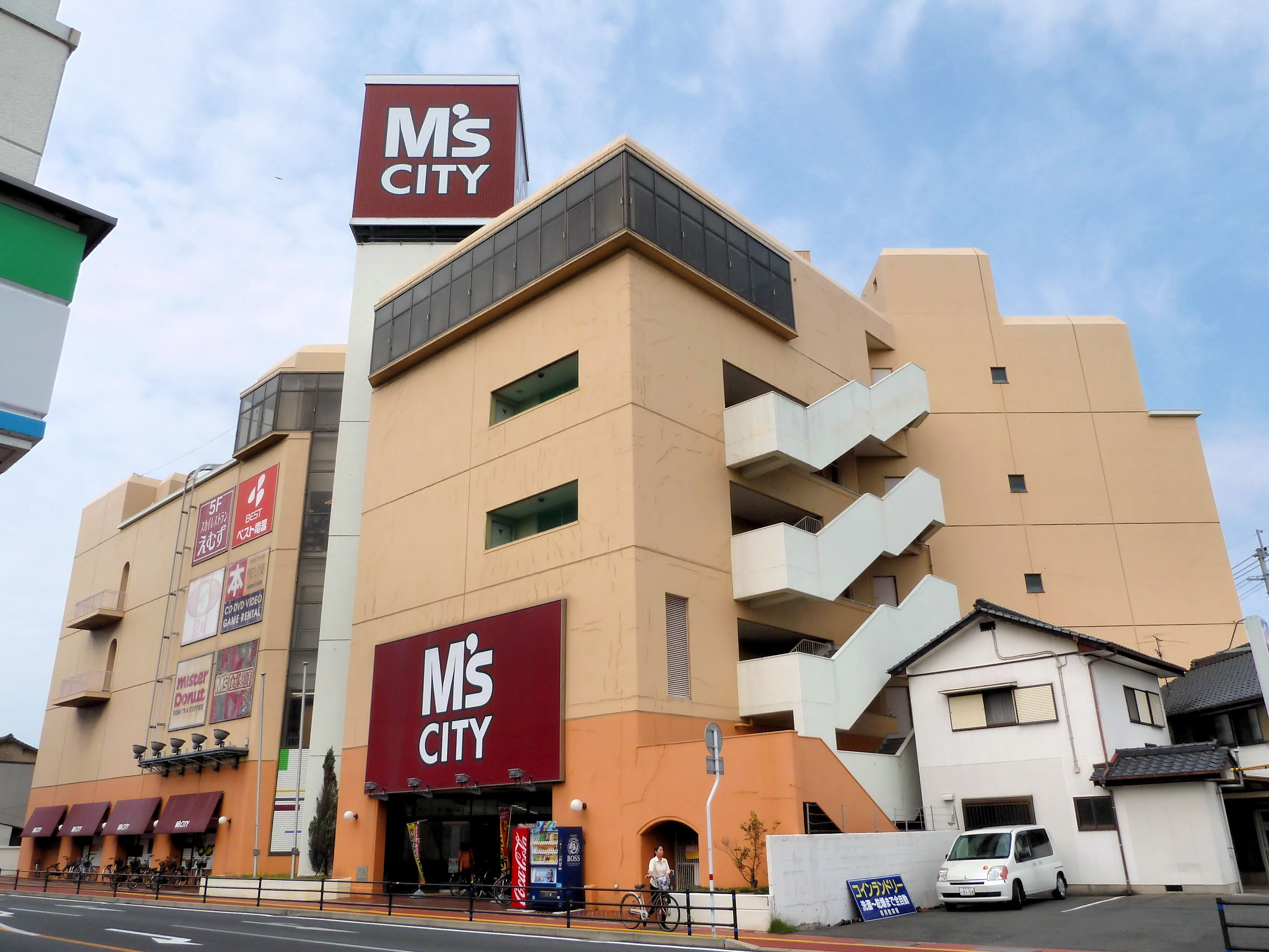
旧水俣寿屋百貨店の「生協エムズシティ」
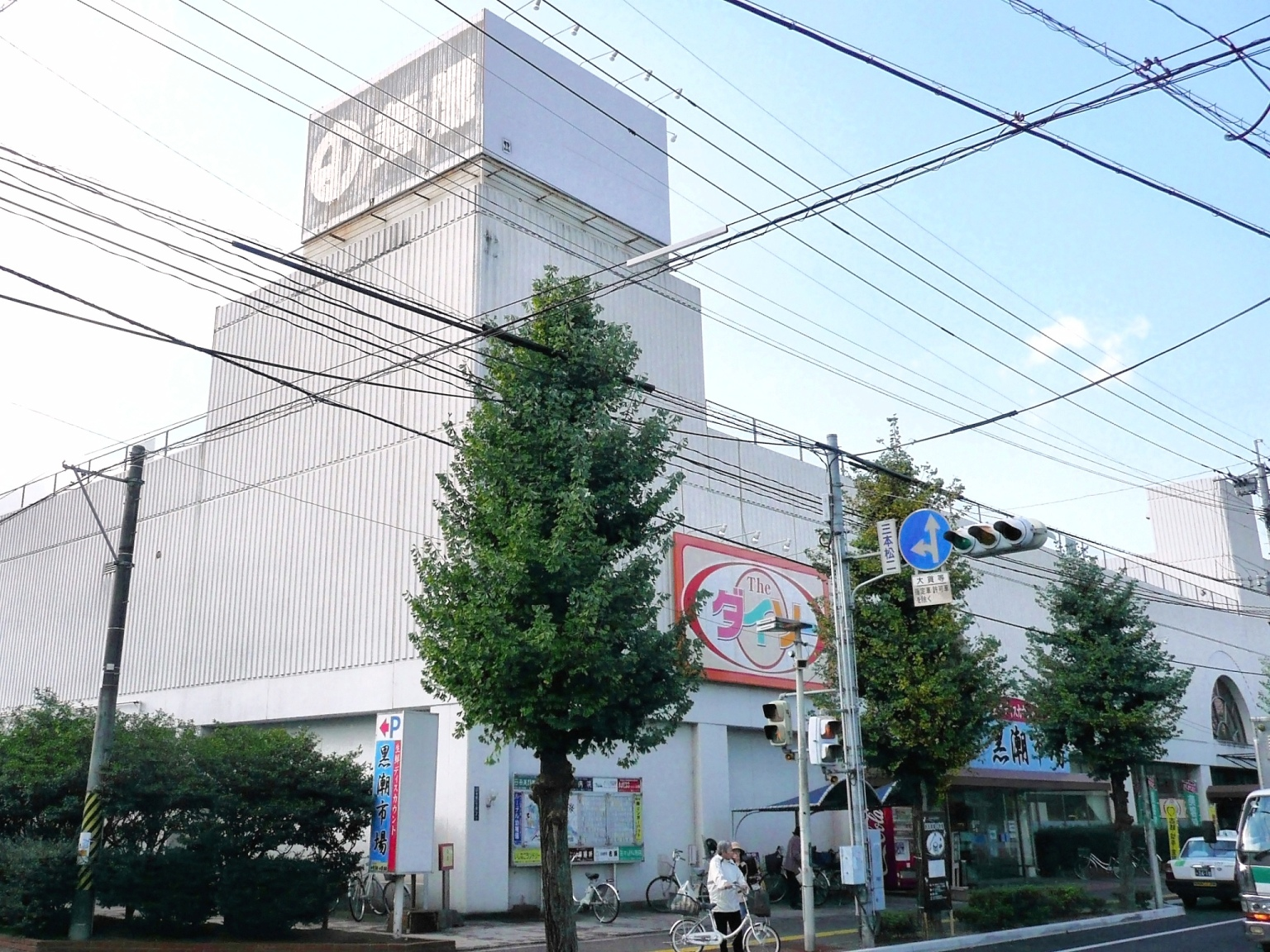
旧日田寿屋の黒潮市場日田店
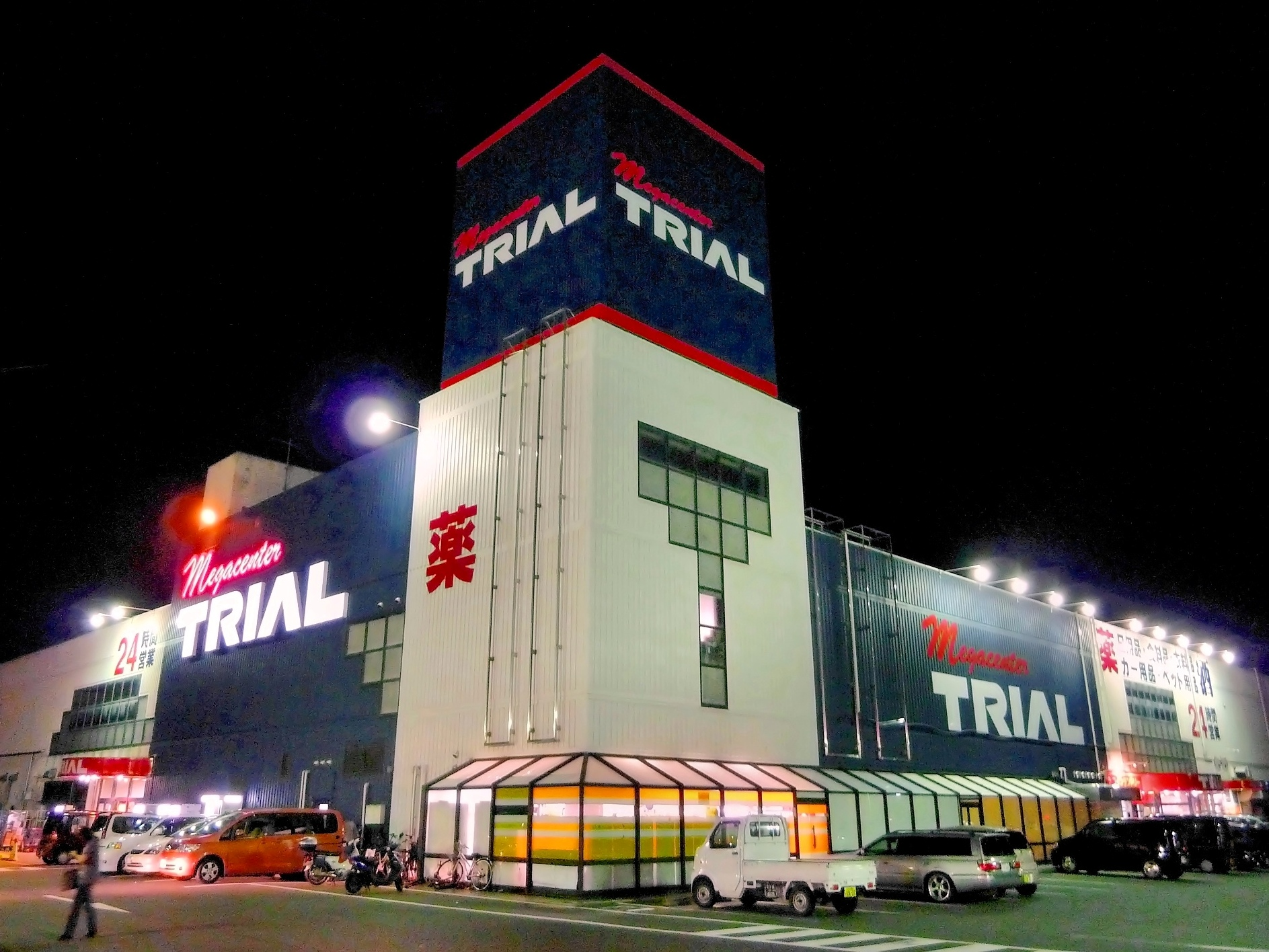
旧オークス稙田寿屋のトライアルわさだ店
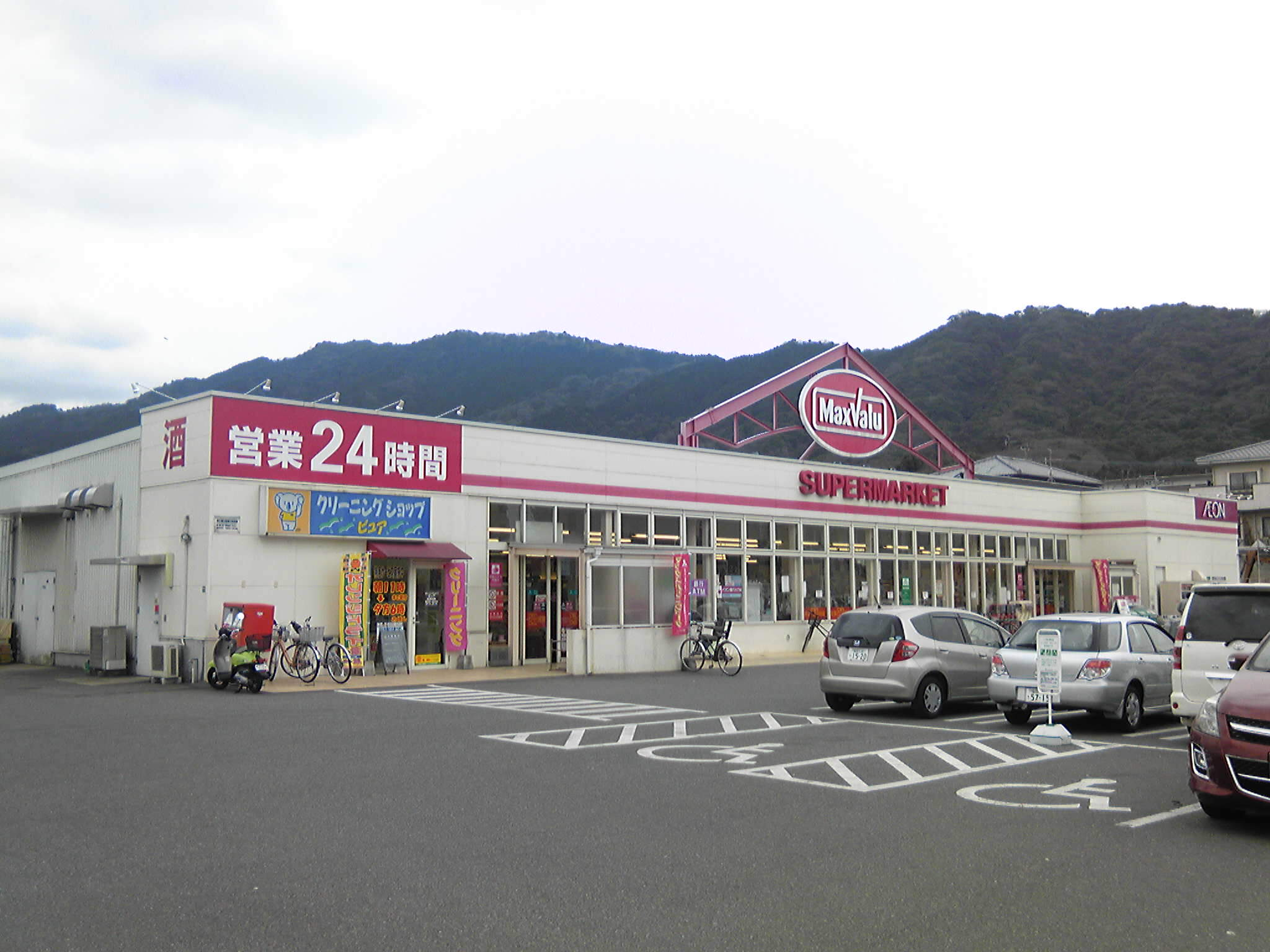
旧くらし館南片江店のマックスバリュ南片江店 現在はマックスバリュエクスプレス南片江店として営業中
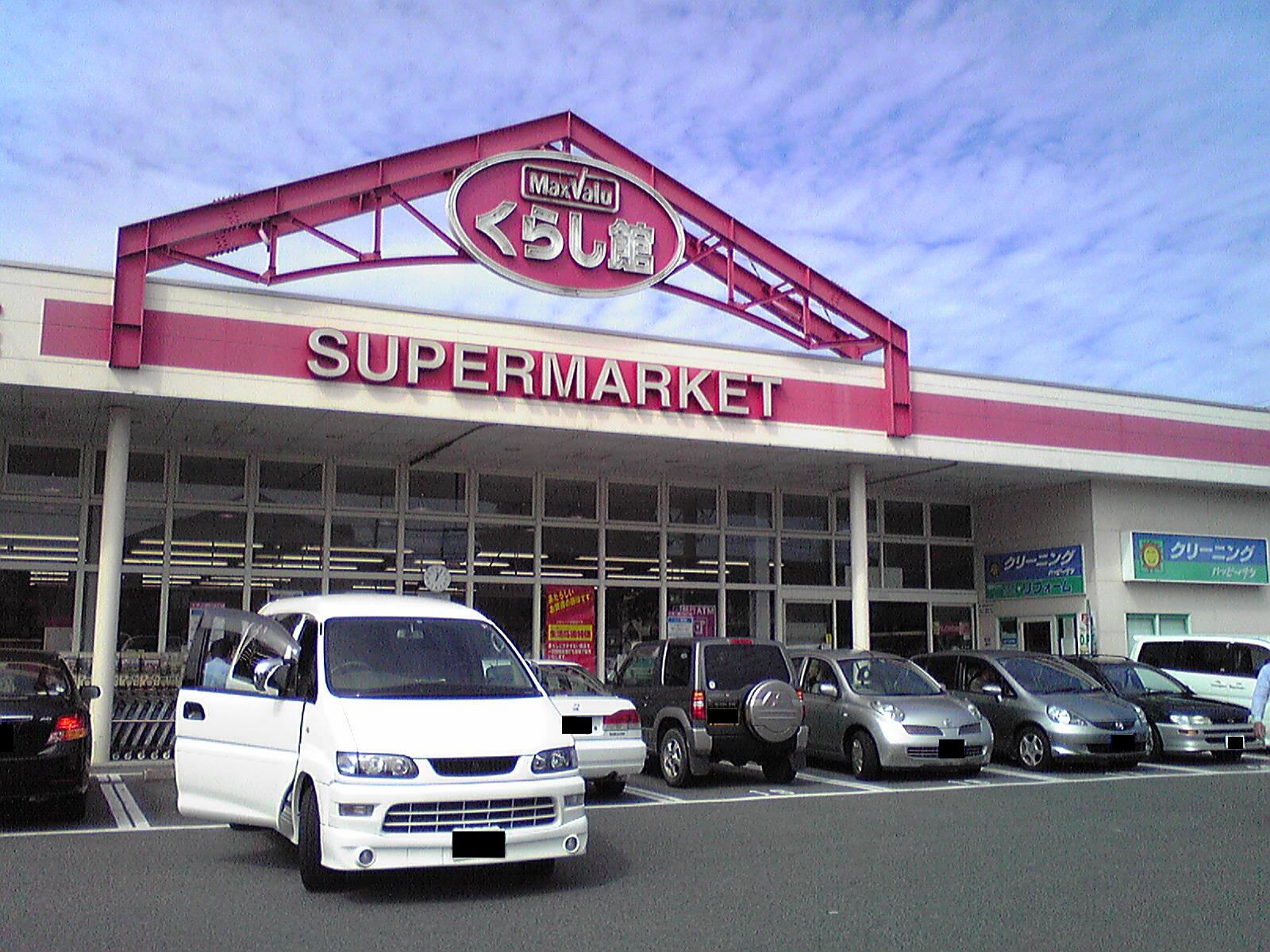
マックスバリュくらし館筑紫駅前店 現在はマックスバリュエクスプレス筑紫駅前店として営業中
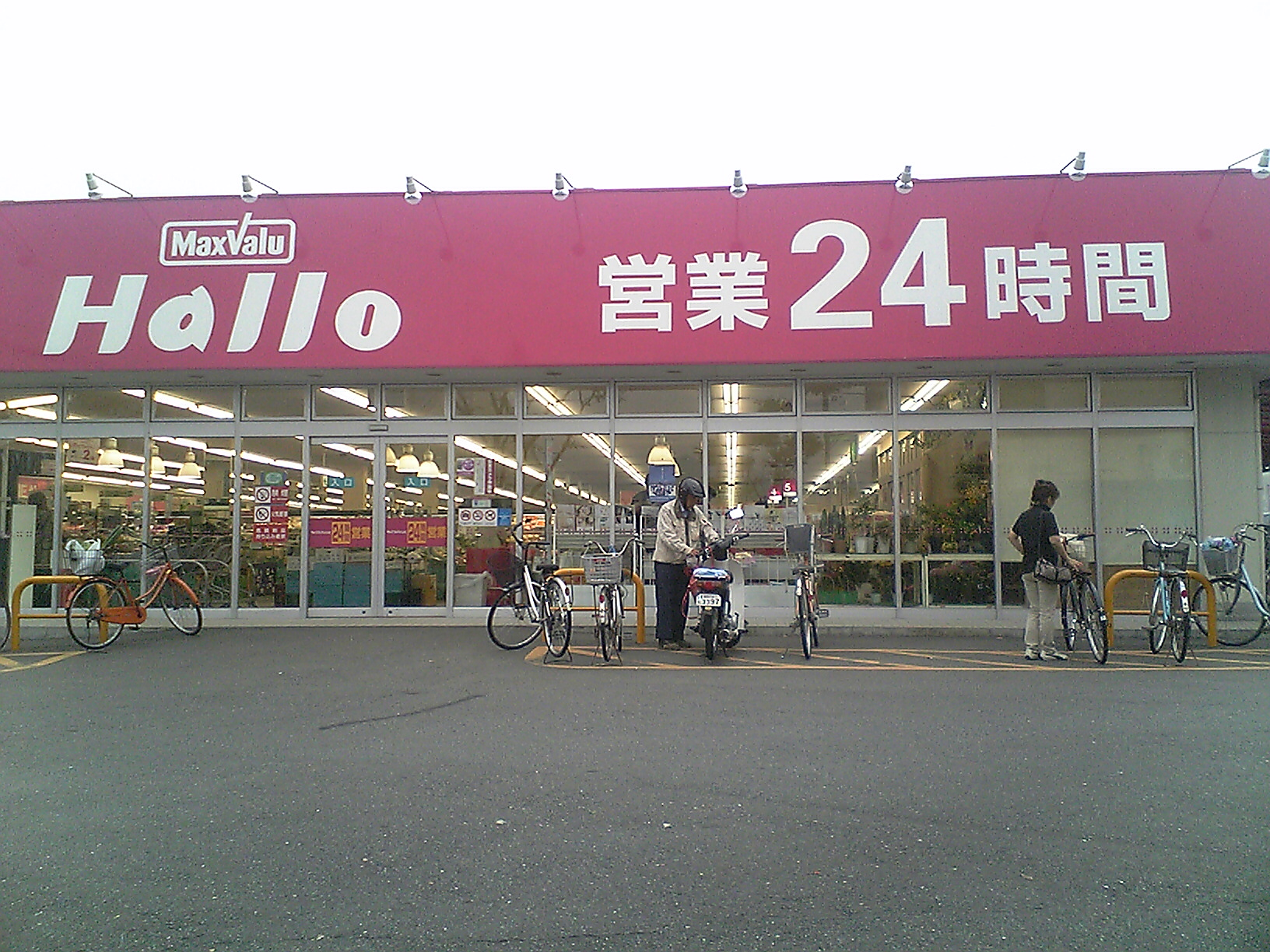
マックスバリュハロー野芥店 現在はマックスバリュエクスプレス野芥店として営業中

### 国内事務所
- 寿屋本部・ラララグループ本部（熊本県熊本市） - 本荘店。
- 寿屋宇美商品部（福岡県宇美町） - 宇美店。
- 寿屋東京事務所（東京都港区）
- 寿屋研修センター（熊本県熊本市）- 本妙寺敷地内。星寿林。

### 海外事務所
- 台湾事務所（台湾・台北市）
- 香港事務所（香港・九龍）
- 韓国事務所（韓国・ソウル市）
- 上海事務所（中華人民共和国・上海市）
- 香港寿屋（香港）
- 寿星貿易（台湾）

なお、関連会社の「ぶーけ」は九州地方以外にも中国・四国地方や台湾にも出店していた。また、1972年（昭和47年）までは神戸市に「神戸寿屋」も存在した。

### 売上上位店舗
| 順位  | 店舗名                                 | 所在地 | 寿屋直営売上高 | 寿屋直営面積 | 店舗売場面積 | 階数 | 駐車場台数 | テナント数 | 正社員数 | その他社員数 | 開店年             | 備考                                 |
| ----- | -------------------------------------- | ------ | -------------- | ------------ | ------------ | ---- | ---------- | ---------- | -------- | ------------ | ------------------ | ------------------------------------ |
| 1位   | 寿屋サンリー菊陽店                     | 熊本県 | 119億8,900万円 | 13,815m2     | 17,205m2     | 2    | 2,200      | 39         | 122      | 152          | 1987年3月 開店     |                                      |
| 2位   | 宮崎寿屋百貨店                         | 宮崎県 | 116億2,600万円 | 16,597m2     | 16,899m2     | B2-9 | 1,500      | 6          | 130      | 159          | 1973年10月移転新築 | 2001年4月リニューアル                |
| 3位   | 寿屋ジョイフルタウン鳥栖店             | 佐賀県 | 80億7,200万円  | 10,106m2     | 29,937m2     | 2    | 2,000      | 55         | 90       | 189          | 1997年10月新築移転 | 全テナント92（寿屋系37・外部55）     |
| 4位   | 寿屋宇土シティ店                       | 熊本県 | 77億9,600万円  | 19,543m2     | 29,136m2     | 2    | 2,500      | 61         | 107      | 119          | 1995年11月新築移転 |                                      |
| 5位   | 寿屋サンパーク小野田店                 | 山口県 | 72億1,800万円  | 約9,600m2    | 26,766m2     | 2    | 1,500      | 不明       | 94       | 121          | 1983年10月 開店    |                                      |
| 6位   | with下通寿屋百貨店                     | 熊本県 | 69億6,600万円  | 9,295m2      | 10,512m2     | B1-7 | 30         | 10         | 99       | 119          | 1968年5月 開店     | 2001年5月リニューアル                |
| 7位   | 延岡寿屋百貨店                         | 宮崎県 | 49億3,200万円  | 9,452m2      | 10,056m2     | 9    | 270        | 10         | 89       | 129          | 1971年10月移転新築 | 新館建設予定（計14,956m2）           |
| 8位   | リンドマール本渡寿屋                   | 熊本県 | 49億0,700万円  | 5,130m2      | 6,646m2      | 3    | 370        | 14         | 47       | 94           | 1990年11月移転新築 | 高さ9mのからくり時計を設置           |
| 9位   | 玉名寿屋                               | 熊本県 | 48億8,000万円  | 6,396m2      | 8,500m2      | 2    | 1,173      | 20         | 68       | 106          | 1982年2月移転新築  | 高層駐車場棟を併設                   |
| 10位  | 寿屋サンパーク阿知須店                 | 山口県 | 48億7,300万円  | 12,1772      | 20,152m2     | 2    | 1700       | 54         | 不明     | 不明         | 1996年3月 開店     | 中国寿屋（子会社）運営               |
| 11位  | 柳川寿屋百貨店                         | 福岡県 | 46億0,700万円  | 8,006m2      | 9,853m2      | 6    | 495        | 26         | 61       | 100          | 1976年12月 開店    | 食品館は元ボウリング場を改築         |
| 参考  | 時津寿屋                               | 長崎県 | 目標100億円    | 不明         | 15,860m2     | 2    | 1,000      | 33         | 不明     | 不明         | 2000年11月新築移転 |                                      |
| 参考  | エレデ博多寿屋空港店                   | 福岡県 | 目標110億円    | 不明         | 14,929m2     | 2    | 1,000      | 不明       | 不明     | 不明         | 2001年4月新築移転  |                                      |
| 参考  | 寿屋嘉島ランブラス                     | 熊本県 | ―              | 9,998m2      | 29,960m2     |      |            |            |          |              | 建設予定           |                                      |
| 参考  | 寿屋佐伯豊後灘ショッピングセンター(仮) | 大分県 | ―              | 11,000m2     | 18,958 m2    |      |            |            |          |              | 建設予定           |                                      |
| 参考  | 寿屋人吉ショッピングセンター(仮)       | 熊本県 | ―              | 未定         | 15,252m2     |      |            |            |          |              | 建設予定           |                                      |
| 参考  | 寿屋吉井ショッピングセンター(仮)       | 福岡県 | ―              | 10,000m2     | 12,158m2     |      |            |            |          |              | 建設予定           |                                      |
| 参考  | 佐伯寿屋百貨店(佐伯本店)               | 大分県 | 39億4,300万円  | 8,329m2      | 8,586m2      | B1-9 | 181        | 7          | 60       | 86           | 1974年2月移転新築  | 全店で16位（大分で2位）              |
| '98年 | エレデ博多寿屋                         | 福岡県 | 約104億円      | 約16,000m2   | 15,180m2     | B1-8 | 400        |            | 119      | 100          | 1982年4月 開店     | '98年2月期の年商（閉店セール含まず） |

ただし、当期は1999年1月に閉店した旧エレデ博多寿屋が実質の売上1位店舗であった。
社員数と駐車場台数は1998年2月20日現在。

## かつての関連企業
- 有限会社コンビニエンス駕町
  - 旧ラララグループであるエブリワンとの提携を目的に同社店舗を運営していた会社を買収。エブリワン駕町通り店の閉鎖により会社を清算。
- 株式会社エス・ビー・ケイ・プランニング（不動産賃貸業）
- 株式会社CRC（不動産賃貸業）
- 株式会社KRY（不動産賃貸業）
  - かつては一部のくらし館運営とオークス稙田店などの不動産を所有する「株式会社暮らしの館」であった。2010年に所有不動産をカリーノに譲渡し特別清算された。

### 旧「寿屋」の関連企業
- 寿水産 - 寿屋店舗内で鮮魚売場営業、仕入れなどを担当した関連会社。民事再生法適用直後にヨーマン（黒潮市場運営）と合併したため、社員全てが同社に移籍している。
- 寿青果 - 寿屋店舗内で青果売場営業、仕入れなどを担当した子会社。
- 寿総合商事 - もともとは寿屋グループの外商部門を担っていた。業績不振により、経営破綻前に会社を特別清算。
- グルッペ - 寿屋が九州を中心に展開していたファミリーレストラン。1991年にCASAに、2001年にはココスに編入されたもの、グルッペ時代の店舗は全店閉鎖されている。
- ことぶきベーカリー - 熊本県七城町（現・菊池市）にあり、寿屋各店内外で「サブマリン」「エブリデイ」という店名でパン・洋菓子等を製造（現・アイ・エムコーポレーション=石村萬盛堂の関連会社）。
  - 旧寿屋店舗（トライアル、西鉄ストアなど）は、店内の「ことぶきベーカリー」設備をそのまま使い、一部商品はことぶきベーカリー時代とほぼ同様の商品を製造・販売している。
- ディーアイフーズ - 持帰り弁当店「キッチン家族」の運営や惣菜を製造。開業当初より業績不振が続き、壽屋倒産後、数年で全店閉店。
- マックスフーズ - 生麺等を製造。他社OEMにより冷凍うどん麺等も製造（現・エフ・マックス＝フランソアの関連会社）。
- ラララカード（エステート九州） - 寿屋の自社カード「LaLaLaカード」の運営会社。寿屋の利益捻出のため、カード会員権譲渡の受け皿となった。旧社名・ハッピースタンプ。エステート九州は寿屋の店舗売却に絡む不動産管理会社であり、スタンプ事業を営む旧ハッピースタンプ社とは別個の会社。旧オーナーの株式取得問題に絡み、一時は寿屋の筆頭株主となった。また、「LaLaLaロイヤルカード」という名称で国際ブランドのマスターカードが付いたカードも発行していた。その後「エルエルシー」と名前を変えた後、2006年に倒産。
- 九州コンサルタンツ - 「TSUTAYA AVクラブ」としてビデオレンタル事業や損害保険代理店業等を営んでいた会社。現在はラララグループを離脱し「ニューコ・ワン」と改称。
- キューコン - 九州コンサルタンツから保険、リース事業などを引き継いだ会社。
- アシス - 催事イベント等の企画販売会社。寿屋の滞留在庫処分の受け皿的存在。中津別館等で当該商品などを販売。
- アレス - ディスカウントストア「スーパーキッド」の運営会社。ラララグループを離脱し現存。現在も一部店舗はカリーノから賃貸。
- ぶーけ - 婦人服専門店等を展開していた。ラララグループを離脱し存続していたものの、2010年7月22日に自己破産した[21]。破産時まで一部は旧寿屋店舗に入居していた。
- ジェフ - 「たつみ寿司」「タツミヤ」などの名称で寿屋その他SCを中心に回転寿司、ファストフードコーナー、ミスタードーナツ（FC店）などの飲食店を展開、ぐるっぺの一部店舗も運営。
  - タイヨーリンドマール本渡店（旧・リンドマール本渡寿屋）やジャスコ玉名店（旧・玉名寿屋）などでは、2009年12月頃まで「タツミヤ」として自主営業していた。
- プレネットシステムズ - 主にグループ内をターゲットに社内システムの開発・運用や事務センターを運営。
- ハロー（旧えじまや・アーガス）- 寿屋破綻後の2002年に所有株式をイオンに売却。翌2003年マックスバリュ九州・西九州ウエルマートと合併。独立していた水産部門が2013年現在スーパーマーケットの江島屋水産南福岡店と一部のくらし館の水産テナントを営業中。
- アムズ - チラシの企画、各種印刷物の手配など。
- 寿商品企画（AMT） - 問屋と寿屋をつなぐ商品仕入窓口的な会社。多くのバイヤーが同社に所属。
- 寿匠苑 - 寿屋店内での呉服販売。ラララグループを離脱後、2007年倒産。
- 中国寿屋 - 中国地方西部での寿屋の運営。
- ジェイアンドジェイ - 「十徳や」「さかな市場」などの名称で飲食店を展開。ラララグループを離脱し、九州および山口・広島各県に80店鋪を運営（2011年4月現在）。
- ナンバーワン - 寿屋が九州に展開していた家電量販店。1985年に第一産業（現・エディオン）とフランチャイズ契約を結び「ダイイチ・ナンバーワン」となった。
- ガリバートラベル - 寿屋菊陽店などで旅行代理店を営業していた。
- 日向 - 山梨県を中心にスーパーマーケットを運営。ラララグループを離脱後もしばらく存続していたが、寿屋同様に全店舗を閉店、他社に店舗を売却。
- 筑後寿屋 - 吉井店（旧・オオツカデパート）と、久留米店（ショッパーズマルエ寿屋）を運営。2000年に壽屋と合併。
- 桜マート - 鹿児島県内でくらし館の一部店舗を運営していたが寿屋本体と統合。旧・桜デパート系列。
- 暮らしの館 - 宮崎県内でくらし館の一部店舗を運営していたが寿屋本体と統合。オークス稙田店の不動産も所有していた。株式会社KRYとなり、2010年に特別清算。
- 遠矢百貨店 - 鹿児島県鹿屋市の百貨店。1996年に系列離脱し、現在は1階衣料品売場のみ営業中。
- ヨシナガ
- かじや - 現・ハローデイ。1980年代、旧かじやの経営悪化時に提携解消。以降、資本関係は無いが、カリーノから複数の店舗を賃借して営業している。
- 松藤産業
- コトブキヤ・コンビニエンスシステムズ

他にも多数。